# Les Primitifs flamands à Bruges
 (septembre 2019).

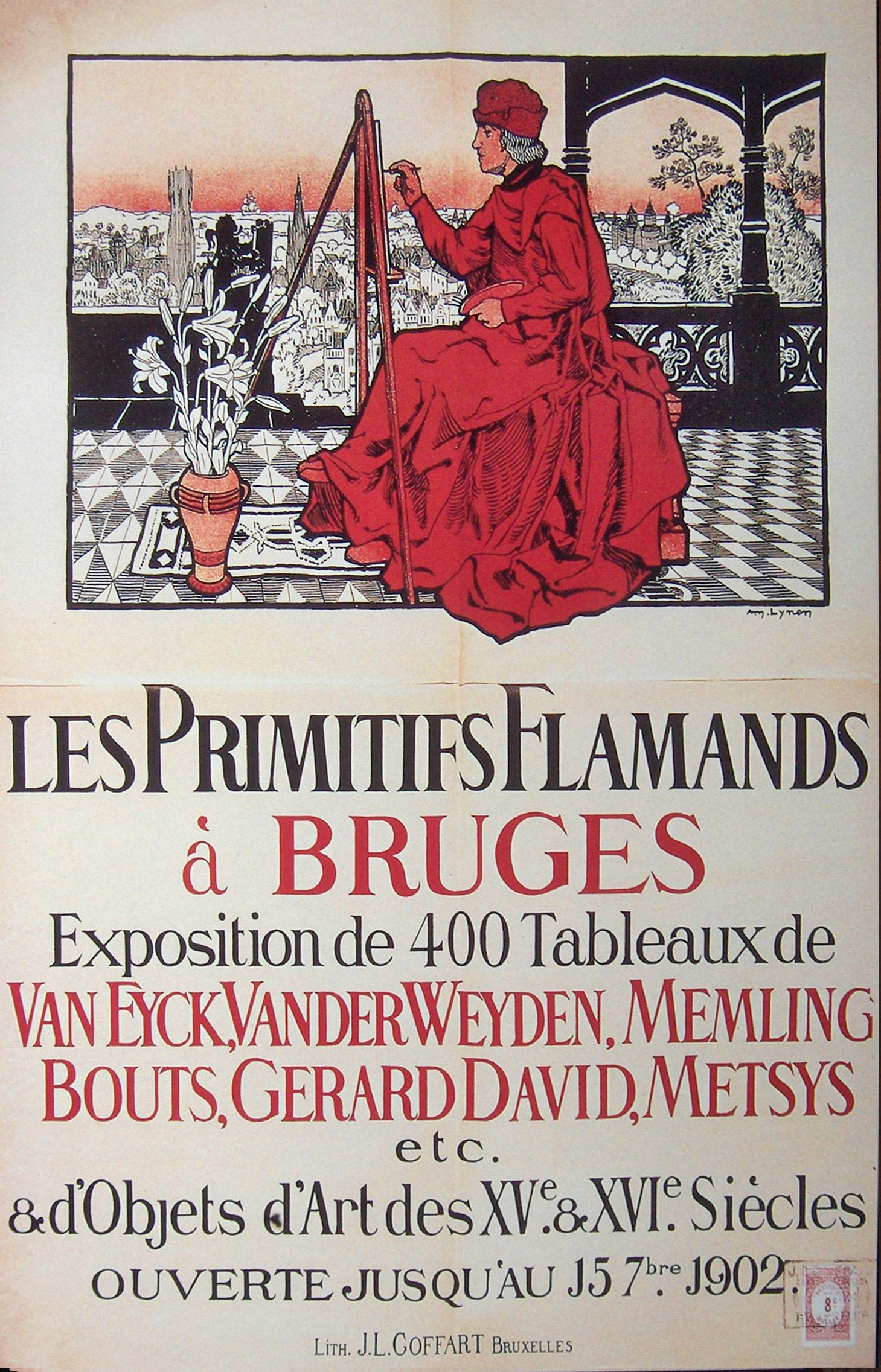
Affiche officielle de l'exposition, conçue par Amédée Lynen.

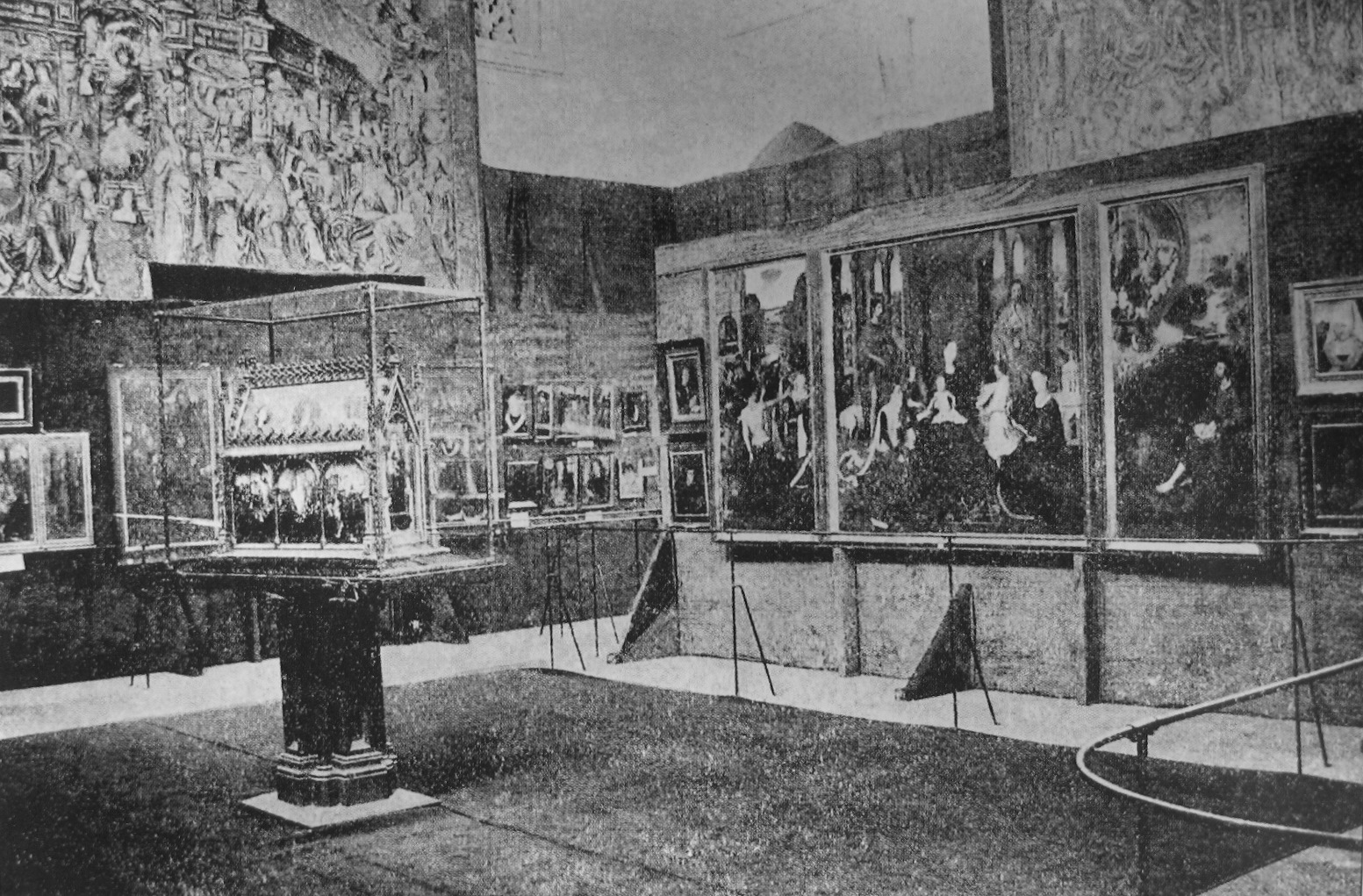
Vue de la salle Memling, salle principale de l'exposition, avec la châsse de sainte Ursule au centre, dans L'Automne du Moyen Âge (1919) de Johan Huizinga.

Les Primitifs flamands à Bruges est une exposition d'art consacrée aux peintures des primitifs flamands qui s'est tenue du 15 juin 1902 au 5 octobre 1902 au Palais du gouvernement provincial (Provinciaal Hof) à Bruges.
Il s'agissait de la plus grande exposition de cette époque d'art flamand du XVe siècle. Elle comptait 413 entrées au catalogue officiel et avait attiré quelque 35 000 visiteurs. L'exposition a eu une grande influence et a débouché sur au moins cinq livres contemporains, ainsi que de nombreux articles scientifiques, et a permis à une nouvelle génération de connaisseurs d'approfondir l'étude des primitifs flamands,. Cela a également inspiré Johan Huizinga à rechercher et à écrire son Automne du Moyen Âge. Le changement d'attribution de nombreuses œuvres importantes (dans le tableau ci-dessous) reflète les progrès accomplis depuis lors dans la compréhension de l'époque par les historiens de l'art, bien qu'il s'agisse d'un processus en cours.

## Exposition
L'exposition de 1902 n'était pas la première à s'intéresser aux primitifs flamands, bien qu'elle fût la première à cette échelle et à susciter autant d'intérêt et de réactions scientifiques. Parmi les expositions précédentes figuraient les « Tableaux de l'ancienne école néerlandaise » de Bruges, également dirigés par W.H.J. Weale ; 1892 « Exposition de tableaux de maîtres des écoles néerlandaises et alliées du XVe et du début du XVIe siècle » au Burlington Fine Arts Club, avec 60 tableaux et l'exposition de l'école néerlandaise de 1899 à la New Gallery (Londres), avec 165 œuvres.
L'exposition de 1902 devait se tenir à Bruxelles, mais est déplacée à Bruges après que cette ville a refusé de prêter les nombreuses œuvres qu'elle conservait si elle n'avait pas lieu à Bruges. Elle s'est tenue au Palais du gouvernement provincial à Bruges du 15 juin au 15 septembre 1902, et, à la demande générale, la durée est quelque peu prolongée, jusqu'au 5 octobre.
Le président de l'exposition est le baron Henri Kervyn de Lettenhove.
William Henry James Weale (en) a écrit les notes pour le catalogue de la section peinture. Les attributions souvent erronées étaient celles des propriétaires, mais la position des peintures dans l'exposition reflétait généralement l'opinion des organisateurs, notamment Weale et Georges Hulin de Loo (professeur à l'Université de Gand), en ce qui concerne leur paternité. Le catalogue illustré de la section contenant manuscrits, miniatures, textes d'archives, sceaux, mereaux, pièces de monnaie et médailles a été écrit par le baron Albert van Zuylen van Nyevelt (nl). Une troisième section, couvrant les travaux d'aiguille, les gobelins et similaires, a été cataloguée par Isabelle Errera.
L'exposition montrait quelque 400 peintures attribuées aux primitifs flamands, dont beaucoup n'avaient encore jamais été exposées. La présentation de nombreuses œuvres d'artistes majeurs a créé la première occasion de comparer leurs styles et de réviser les attributions antérieures, soit d'un peintre à l'autre, soit d'une « œuvre de » à une « copie d'une œuvre de ».
L'exposition est inaugurée par le roi Léopold II de Belgique et visitée par le prince héritier Albert et la princesse héritière Élisabeth le 3 juillet 1902.

## Œuvres
| Reproduction | Titre | N° du cat. | 1902 / Attribution par Hulin                                                                                | Peintre                                                          | Date                | Localisation actuelle ou dernier emplacement connu                                    | Notes |
| ------------ | --- | ---------- | --- | ---------------------------------------------------------------- | ------------------- | ------------------------------------------------------------------------------------- | --- |
|              | Vierge à l'Enfant, Saint George, Sainte Catherine, les donateurs et leurs enfants | 1          | Inconnu / Inconnu, Flandres, c. 1420                                                                        | Inconnu                                                          | 1420                | Musée Godshuis Belle                                                                  | [ 8 ] |
|              | Triptyque à quatre lobes montrant la Sainte Trinité et les Évangélistes | 2          | Melchior Broederlam / Inconnu, Flemish or Franco-Flemish, fin du XIVe siècle                                | Inconnu                                                          | 1390                | Gemäldegalerie                                                                        | [ 9 ] |
|              | Statue of the Virgin with Child, in a polychrome tabernacle with painted wings depicting episodes in the life of Mary | 3          | Melchior Broederlam (école de) /                                                                            | Melchior Broederlam                                              | 1412s 1390s         | Musée du Louvre                                                                       | [ 10 ] |
|              | Crucifixion with Saints Catherine and Barbara | 4          | Primitive school, c. 1400 / Inconnu, Bruges, c. 1400                                                        | Inconnu                                                          | 1400                | Cathédrale Saint-Sauveur de Bruges                                                    | [ 11 ] |
|              | Virgin and child, with Sts. Peter, Paul, Mary Magdalen, and the donor, appelé La Vierge au papillon | 5          | Inconnu (Liège, 1459) /                                                                                     | Inconnu                                                          | 1459                | Cathédrale Saint-Paul de Liège                                                        | |
|              | Crucifixion, entouré d’anges portant les instruments de la Passion, la Vierge et le donateur | 6          | Inconnu /                                                                                                   | Inconnu                                                          | 1420s               | Cathédrale Saint-Sauveur de Bruges                                                    | |
|              | Les Trois Maries au Sépulcre | 7          | Hubert van Eyck / Hubert van Eyck                                                                           | Jan van Eyck Hubert van Eyck                                     | 1420s 1430s         | Musée Boijmans Van Beuningen                                                          | [ 12 ] |
|              | St. Romold invested as bishop of Dublin | 8          | Jan van Eyck / Inconnu, Bruges, fin du XVe siècle                                                           | Master of the Youth of Saint Romold                              | 1490                | Galerie nationale d'Irlande                                                           | [ 13 ] |
|              | Adam et Ève (panneaux de L'Agneau mystique) | 9          | Jan van Eyck / Jan van Eyck                                                                                 | Jan van Eyck Hubert van Eyck                                     | 1426                | Cathédrale Saint-Bavon, Gand                                                          | [ 14 ] |
|              | La Vierge au chanoine Van der Paele | 10         | Jan van Eyck / Jan van Eyck                                                                                 | Jan van Eyck                                                     | 1434 1436           | Groeningemuseum                                                                       | [ 15 ] |
|              | Vierge à l'Enfant | 11         | Jan van Eyck / Jan van Eyck, later copy after                                                               | Inconnu                                                          | 1437                | 1902 : collection of the Earl of Northbrook ; emplacement actuel inconnu              | |
|              | Sainte Barbe | 11.1       | Jan van Eyck / Jan van Eyck                                                                                 | Jan van Eyck                                                     | 1437                | Musée royal des Beaux-Arts d'Anvers (KMSKA)                                           | [ 16 ] |
|              | Portrait de Margareta van Eyck | 12         | Jan van Eyck / Jan van Eyck                                                                                 | Jan van Eyck                                                     | 1439                | Groeningemuseum                                                                       | [ 17 ] |
|              | Vierge à la fontaine | 13         | Jan van Eyck / Jan van Eyck                                                                                 | Jan van Eyck                                                     | 1439                | Musée royal des Beaux-Arts d'Anvers (KMSKA)                                           | [ 18 ] |
|              | Vierge à l'Enfant avec le donateur Pieter Wijts | 14         | Jan van Eyck / Jan van Eyck, possible, mais fortement repeint                                               | Inconnu                                                          | 1630s               | Groeningemuseum                                                                       | [ 19 ] |
|              | L'Homme au chaperon bleu | 15         | Jan van Eyck / Jan van Eyck                                                                                 | Jan van Eyck                                                     | 1435s               | Brukenthal National Museum                                                            | [ 20 ] |
|              | Portrait d'un vieil homme | 16         | Jan van Eyck / Hans Memling (possibilité)                                                                   | Hans Memling                                                     | 1475                | Metropolitan Museum of Art                                                            | [ 21 ] |
|              | Un orfèvre dans son atelier, peut-être saint Éloi | 17         | Petrus Christus / Petrus Christus                                                                           | Petrus Christus                                                  | 1449                | Metropolitan Museum of Art                                                            | [ 22 ] |
|              | Portrait of a man | 18         | Petrus Christus / Petrus Christus                                                                           | Petrus Christus                                                  | 1450s               | National Gallery                                                                      | [ 23 ] |
|              | Calvary | 19         | Petrus Christus / Petrus Christus                                                                           | Petrus Christus                                                  |                     | Georgium                                                                              | [ 24 ] |
|              | Déposition du Christ | 20         | Petrus Christus / Petrus Christus                                                                           | Petrus Christus                                                  | 1455                | Musées royaux des Beaux-Arts de Belgique                                              | [ 25 ] |
|              | Vierge à l'Enfant | 21         | Inconnu / Quentin Matsys                                                                                    | Quentin Matsys                                                   | 1470s               | Musées royaux des Beaux-Arts de Belgique                                              | [ 26 ] |
|              | Triptyque :Descent of the cross | 22         | Master of Flémalle / Master of Flémalle, copy after                                                         | Robert Campin                                                    | 1450s               | Walker Art Gallery                                                                    | [ 27 ] |
|              | La Vierge à l'écran d'osier | 23         | Master of Flémalle / Master of Flémalle                                                                     | Inconnu                                                          | 1425 1430           | National Gallery                                                                      | [ 28 ] |
|              | The Virgin preparing the bath of the Child | 24         | Master of Flémalle / Inconnu, Flemish, c. 1500, after the Master of Flémalle                                | Jan Gossaert                                                     | 1500                | Bob Jones University museum and gallery                                               | [ 29 ] |
|              | Pietà | 25         | Rogier van der Weyden / Rogier van der Weyden                                                               | Rogier van der Weyden                                            | 1441                | Musées royaux des Beaux-Arts de Belgique                                              | [ 30 ] |
|              | Portrait of a man | 26         | Rogier van der Weyden / Rogier van der Weyden                                                               | Rogier van der Weyden                                            | 1455                | Musée Thyssen-Bornemisza                                                              | [ 31 ] |
|              | Portrait d'un inconnu | 27         | Rogier van der Weyden / Rogier van der Weyden ?                                                             | Inconnu                                                          | 1450                | Collection privée                                                                     | [ 32 ] |
|              | Vierge à l'Enfant | 28         | Rogier van der Weyden / Rogier van der Weyden                                                               | Rogier van der Weyden                                            | 1460                | Art Institute of Chicago                                                              | [ 33 ] |
|              | Scenes of the Life of Saint Joseph (panneau droit d'un polyptyque) | 29         | Rogier van der Weyden / Rogier van der Weyden, école de                                                     | Inconnu                                                          | 1465                | Cathédrale Notre-Dame (Anvers)                                                        | [ 34 ] |
|              | La Sainte Vierge avec l'Enfant Jésus | 30         | Rogier van der Weyden / Rogier van der Weyden                                                               | Rogier van der Weyden                                            | 1430s               | Musée Thyssen-Bornemisza                                                              | [ 35 ] |
|              | Diptyque : Calvaire et Virgin with Child, Saint Philip and the donor | 31         | Inconnu / Inconnu, Brabant                                                                                  | Inconnu                                                          | c. 1500             | 1902 : Colnaghi, London ; emplacement actuel inconnu                                  | |
|              | Pietà avec donateur | 32         | Antonello da Messina / Inconnu, sud de la France                                                            | Inconnu                                                          | 1450s               | Frick Collection                                                                      | [ 36 ] |
|              | Portrait of Fearless John, Duke of Burgundy | 33         | Inconnu / Inconnu, ancienne copie                                                                           | Inconnu                                                          | 1450s               | Collection privée                                                                     | [ 37 ] |
|              | Saint John the Baptist | 34         | Geertgen tot Sint Jans / Geertgen tot Sint Jans                                                             | Geertgen tot Sint Jans                                           | 1490                | Gemäldegalerie                                                                        | [ 38 ] |
|              | Triptyque : Martyre de Saint Érasme | 35         | Dirk Bouts / Dirk Bouts                                                                                     | Dirk Bouts                                                       | 1458                | Collégiale Saint-Pierre (Louvain)                                                     | [ 39 ] |
|              | La Dernière Cène | 36         | Dirk Bouts / Dirk Bouts                                                                                     | Dirk Bouts                                                       | 1464                | Collégiale Saint-Pierre (Louvain) Musée M                                             | [ 40 ] |
|              | Triptyque : Martyre de Saint Hippolyte, Scene from the life of Saint Hippolyte et The donors | 37         | Dirk Bouts / Dirk Bouts                                                                                     | Dirk Bouts Hugo van der Goes                                     | 1468                | Cathédrale Saint-Sauveur de Bruges                                                    | [ 41 ] |
|              | Portrait d'un homme | 38         | Dirk Bouts / Dirk Bouts                                                                                     | Dirk Bouts                                                       | 1470                | Metropolitan Museum of Art                                                            | [ 42 ] |
|              | Christ in the house of Simon | 39         | Dirk Bouts / Dirk Bouts                                                                                     | Dirk Bouts                                                       | 1440s 1460          | Musées d'État de Berlin Gemäldegalerie                                                | [ 43 ] |
|              | Crucifixion, with Virgin and Saint John | 40         | Dirk Bouts /                                                                                                | Inconnu                                                          | 1465                | Gemäldegalerie                                                                        | [ 44 ] |
|              | Panneaux d'un triptyque : The Burning Bush et Gedeon's fleece | 41         | Dirk Bouts / Aelbrecht Bouts                                                                                | Albert Bouts                                                     | 1490                | McNay Art Museum                                                                      | [ 45 ] |
|              | Triptyque :Last Supper, The Angel Pascal, Elias | 42         | Inconnu / Inconnu, Bruges, c. 1470–1485                                                                     | Maître de la Légende de sainte Catherine (en)                    | 1480                | Bruges seminary                                                                       | [ 46 ] |
|              | Vierge à l'Enfant | 43         | Dirk Bouts / Dirk Bouts, attributed?                                                                        | Master of the Tiburtine Sibyl                                    | 1468                | Collection privée                                                                     | [ 47 ] |
|              | The Night of Christmas (fragment) | 44         | Dirk Bouts / Dirk Bouts                                                                                     | Dirk Bouts                                                       | 1480s               | Musée du Louvre                                                                       | [ 48 ] |
|              | Legend of Saint Barbara, Panneau gauche d'un triptyque | 45         | Inconnu / Inconnu, Flanders (Ghent?), c. 1480                                                               | Master of the legend of St. Barbara                              | 1480                | Basilique du Saint-Sang de Bruges                                                     | |
|              | Panneaux d'un triptyque : The Church and the Synagogue (Ecclesia and Synagoga) | 46         | Inconnu / Inconnu, Bruges, 1460–1475                                                                        | Maître de la Légende de sainte Ursule                            | 1482                | Groeningemuseum                                                                       | , |
|              | Wings of an altarpiece: Scenes from the Legend of Saint Ursula | 47         | Inconnu / Inconnu, Bruges, 1460–1475 ; même peintre que le n° 46                                            | Maître de la Légende de sainte Ursule                            | 1482                | Groeningemuseum                                                                       | [ 51 ] |
|              | Virgin and Child, with a donor protected by Mary Magdalen | 48         | Inconnu, c. 1460 / Inconnu, c. 1470–1480                                                                    | Maître de la vue de Sainte-Gudule                                | 1475                | Grand Curtius (Liège)                                                                 | [ 52 ] |
|              | Triptyque :Vierge à l'Enfant, Donor Jean de Witte, Donor Marie Hoose | 49         | Hans Memling(école de) /                                                                                    | Bruges Master of 1473                                            | 1473                | Musées royaux des Beaux-Arts de Belgique                                              | [ 53 ] |
|              | Scenes from the Life of Saint Lucy | 50         | Inconnu /                                                                                                   | Maître de la Légende de sainte Lucie                             | 1480                | Église Saint-Jacques (Bruges)                                                         | [ 54 ] |
|              | La Mort de la Vierge | 51         | Hugo van der Goes / Hugo van der Goes                                                                       | Hugo van der Goes                                                | 1472 1475           | Groeningemuseum                                                                       | [ 55 ] |
|              | Triptyque :Adoration, The two other Kings, and Donor protected by Saint Stephen | 52         | Hugo van der Goes / Hugo van der Goes                                                                       | Inconnu                                                          | 1500s               | Collection privée                                                                     | [ 56 ] |
|              | Descent of the Holy Ghost | 53         | Inconnu / Inconnu, Bruges, c. 1490                                                                          | Maître des Portraits Baroncelli                                  | 1490                | Collection privée                                                                     | [ 57 ] |
|              | Vierge à l'Enfant | 54         | Hugo van der Goes / Dirk Bouts, cercle de                                                                   | Inconnu                                                          | 1460s               | Collection privée                                                                     | [ 58 ] |
|              | Portrait d'homme avec une pièce de monnaie romaine | 55         | Hans Memling / Hans Memling                                                                                 | Hans Memling                                                     | 1470s               | Musée royal des Beaux-Arts d'Anvers (KMSKA)                                           | [ 59 ] |
|              | Triptyque la Vierge et l'Enfant avec les donateurs, des anges et des saints (Triptyque Donne) | 56         | Hans Memling / Hans Memling                                                                                 | Hans Memling                                                     | 1478s               | National Gallery                                                                      | [ 60 ] |
|              | Portrait de Thomas Portinari | 57         | Hans Memling / Hans Memling                                                                                 | Hans Memling                                                     | 1470                | Metropolitan Museum of Art                                                            | [ 61 ] |
|              | Portrait de Maria Portinari | 58         | Hans Memling / Hans Memling                                                                                 | Hans Memling                                                     | 1470                | Metropolitan Museum of Art                                                            | [ 61 ] |
|              | Triptyque : Virgin and Child seated in an open gallery, Saint John the Baptist et John the Evangelist on Patmos (also known as the Saint John Altarpiece, ou Le Mariage mystique de sainte Catherine)                                                                        | 59         | Hans Memling / Hans Memling                                                                                 | Hans Memling                                                     | 1479                | Ancien hôpital Saint-Jean                                                             | [ 62 ] |
|              | Triptyque :Adoration, Virgin looking at the Child on the ground et John the Baptist and the woman receiving the image of the Holy face (the so-called Triptyque de Jan Floreins (en))                                                                                        | 60         | Hans Memling / Hans Memling                                                                                 | Hans Memling                                                     | 1479                | Ancien hôpital Saint-Jean                                                             | [ 63 ] |
|              | Triptyque :Burial of Christ, Brother Adrien Reyns, protected by Saint Adrian et Saint Barbara (connu sous le nom de triptyque d'Adriaan Reins (en)) | 61         | Hans Memling / Hans Memling                                                                                 | Hans Memling                                                     | 1480                | Ancien hôpital Saint-Jean                                                             | [ 64 ] |
|              | Sibylle Sambetha | 62         | Hans Memling / Hans Memling                                                                                 | Hans Memling                                                     | 1480                | Ancien hôpital Saint-Jean                                                             | [ 65 ] |
|              | Le Mariage mystique de sainte Catherine (en) | 63         | Hans Memling / Hans Memling                                                                                 | Hans Memling                                                     | 1479                | Metropolitan Museum of Art                                                            | [ 66 ] |
|              | Portrait of Guillaume Moreel | 64         | Hans Memling / Hans Memling                                                                                 | Hans Memling                                                     | 1480                | Musées royaux des Beaux-Arts de Belgique                                              | diptych with #65 |
|              | Portrait of Barbara van Vlaendenbergh | 65         | Hans Memling / Hans Memling                                                                                 | Hans Memling                                                     | 1480                | Musées royaux des Beaux-Arts de Belgique                                              | diptych with #64 |
|              | Triptyque :Saints Christoph, Maur and Gilles, The donor Guillaume Moreel with his five sons, protected by Saint Guillaume of Maleval, and The donor's wife Barbara van Vlaenderberch with their eleven daughters, protected by Saint Barbara (the so-called Moreel triptych) | 66         | Hans Memling / Hans Memling                                                                                 | Hans Memling                                                     | 1484                | Groeningemuseum                                                                       | [ 69 ] |
|              | Diptyque de Maarten van Nieuwenhove | 67         | Hans Memling / Hans Memling                                                                                 | Hans Memling                                                     | 1487                | Ancien hôpital Saint-Jean                                                             | [ 70 ] |
|              | Châsse de sainte Ursule | 68         | Hans Memling / Hans Memling                                                                                 | Hans Memling                                                     | 1489                | Ancien hôpital Saint-Jean                                                             | [ 71 ] |
|              | Supplice of Saint Sebastian | 69         | Hans Memling / Hans Memling                                                                                 | Hans Memling                                                     | 1470s               | Musées royaux des Beaux-Arts de Belgique                                              | [ 72 ] |
|              | Portrait of a man with an arrow | 70         | Hans Memling / Hans Memling                                                                                 | Hans Memling                                                     | 1478                | National Gallery of Art, Washington                                                   | [ 73 ] |
|              | Panneau droit d'un diptyque : Portrait of a lady, part of Diptych of an elderly couple | 71         | Hans Memling / Hans Memling                                                                                 | Hans Memling                                                     | 1470                | Musée du Louvre                                                                       | [ 74 ] |
|              | Vierge à l'Enfant | 72         | Hans Memling / Hans Memling                                                                                 | Hans Memling                                                     | 1490                | Musée national d'Art de Roumanie                                                      | [ 75 ] |
|              | Panneau droit d'un diptyque : Portrait of a man from the Lespinette family | 73         | Hans Memling / Hans Memling                                                                                 | Hans Memling                                                     | 1480s               | Mauritshuis                                                                           | [ 76 ] |
|              | Right wing of a polyptyque :The donor and his son | 74         | Hans Memling / Hans Memling                                                                                 | Hans Memling                                                     | 1490                | Musée national d'Art de Roumanie Brukenthal National Museum                           | [ 77 ] |
|              | Left wing of a polyptyque :The donor's wife | 75         | Hans Memling / Hans Memling                                                                                 | Hans Memling                                                     | 1490                | Musée national d'Art de Roumanie Brukenthal National Museum                           | [ 77 ] |
|              | The Jews demanding the condemnation of Christ | 76         | Hans Memling / Hans Memling                                                                                 | Inconnu                                                          | 1485                | Collection privée                                                                     | [ 78 ] |
|              | Portrait of a young man at prayer | 77         | Hans Memling / Hans Memling                                                                                 | Hans Memling                                                     | 1475                | National Gallery                                                                      | [ 79 ] |
|              | Virgin and Child with an angel | 78         | Hans Memling / Hans Memling                                                                                 | Hans Memling                                                     | 1485                | Gemäldegalerie                                                                        | [ 80 ] |
|              | Virgin and Child with two angels | 79         | Hans Memling / Hans Memling                                                                                 | Hans Memling                                                     | 1479                | National Gallery of Art, Washington                                                   | [ 81 ] |
|              | Nativité | 80         | Hans Memling / Hans Memling                                                                                 | Hans Memling                                                     | 1470                | Musée des arts appliqués (Cologne)                                                    | [ 82 ] |
|              | Vierge à l'Enfant avec saint Antoine et le donateur | 81         | Hans Memling / Hans Memling                                                                                 | Hans Memling                                                     | 1472                | National Gallery of Canada                                                            | [ 83 ] |
|              | Vierge à l'Enfant | 82         | Hans Memling / Hans Memling?                                                                                | Hans Memling                                                     | 1485                | St Osyth's Priory                                                                     | [ 84 ] |
|              | Vierge à l'Enfant | 83         | Hans Memling / Hans Memling?                                                                                | Inconnu                                                          | 1480s               | Collection privée                                                                     | [ 85 ] |
|              | Triptyque :Christ and the angels | 84         | Hans Memling / Hans Memling                                                                                 | Hans Memling                                                     | 1489                | Musée royal des Beaux-Arts d'Anvers (KMSKA)                                           | [ 86 ] |
|              | L'Annonciation | 85         | Hans Memling / Hans Memling                                                                                 | Hans Memling                                                     | 1480                | Metropolitan Museum of Art                                                            | [ 87 ] |
|              | Saint Jerome | 86         | Hans Memling / Hans Memling                                                                                 | Hans Memling                                                     | 1485                | Kunstmuseum Basel                                                                     | [ 88 ] |
|              | Three paintings: Saint Gregory's mass, Saint Michael et Saint Jerome | 87         | Hans Memling / Rogier van der Weyden, unknown painter from the école de                                     | Maître de la Légende de sainte Catherine (en)                    | 1490s               | Metropolitan Museum of Art                                                            | [ 89 ] |
|              | Portrait of a man in a turban (formerly described as Portrait of Philip the Brave, Duke of Burgundy) | 88         | Petrus Christus / Inconnu                                                                                   | Inconnu                                                          | 1460s               | Metropolitan Museum of Art                                                            | [ 90 ] |
|              | Triptyque :Vierge à l'Enfant, and two Angels playing music | 89         | Hans Memling / Inconnu, start of the 16th century                                                           | Inconnu                                                          | 1480s               | Collection privée                                                                     | [ 91 ] |
|              | Saint James the Greater | 90         | Inconnu /                                                                                                   | Inconnu                                                          | c. 1530             | 1902 : collection Vincent Bareel ; emplacement actuel inconnu                         | |
|              | Le Christ pleuré par Marie, Saint Jean et Marie Madeleine | 91         | Hans Memling / Hans Memling                                                                                 | Hans Memling                                                     | 1485                | Galerie Doria-Pamphilj                                                                | [ 92 ] |
|              | Triptyque : Le Christ pleuré par Marie, Saint Jean et Marie Madeleine, Saint Jacques le Majeur et Saint Christophe | 92         | Hans Memling / Hans Memling                                                                                 | Hans Memling                                                     | 1480                | Musée Boijmans Van Beuningen                                                          | [ 93 ] |
|              | Panneaux d'un triptyque : John the Baptist et Saint Jerome | 93         | Hans Memling / Adriaen Isenbrandt                                                                           | Adriaen Isenbrandt                                               | 1529                | Museum Catharijneconvent                                                              | [ 94 ] |
|              | Vierge à l'Enfant | 94         | Rogier van der Weyden / Brabant, artiste anonyme, 2e moitié du XVe siècle                                   | Suiveur de Dirk Bouts                                            | 1480                | Vendu chez Christie's London en 1998 pour £95,000                                     | [ 95 ] |
|              | Christ appears to the Virgin | 95         | Dirk Bouts /                                                                                                | Albert Bouts                                                     | 1490                | Nivaagaard                                                                            | [ 96 ] |
|              | Portrait of a Lady | 96         | Jan van Eyck (école de) / Rogier van der Weyden, école de                                                   | Rogier van der Weyden                                            |                     | Collection privée                                                                     | [ 97 ] |
|              | Panneaux d'un triptyque : John the Baptist and John the Evangelist, and Saint Margarita and Saint Apollonia | 97         | Rogier van der Weyden / Rogier van der Weyden, école de                                                     | Inconnu                                                          |                     | Collection privée                                                                     | [ 98 ] |
|              | Vierge à l'Enfant | 98         | Jan Van Eyck / Inconnu, première moitié du XVIe siècle, Jan van Eeckele (en) ?                              | Jan Provoost                                                     | 1495                | Metropolitan Museum of Art                                                            | [ 99 ] |
|              | Virgin and Child with inkwell | 99         | Inconnu / Inconnu, Bruges, last quarter of the 15th century                                                 | Master of the André Virgin                                       | 1520                | Musée Jacquemart-André                                                                | [ 100 ] |
|              | Panneau gauche d'un diptyque : Portrait of Francis de Chateaubriand Presented by St. Maurice | 100        | Inconnu / Jean Perréal                                                                                      | Jean Hey                                                         | 1500                | Kelvingrove Art Gallery and Museum                                                    | [ 101 ] |
|              | Panneau gauche d'un diptyque : Un chanoine protégé par saint Jérôme | 101        | Rogier van der Weyden /                                                                                     | Simon Marmion                                                    | 1475                | Philadelphia Museum of Art                                                            | [ 102 ] |
|              | The Emperor surrounded by electors | 102        | école de Brabant /                                                                                          | Rogier van der Weyden                                            | 1470s               | Schloss Rohrau (en)                                                                   | [ 103 ] |
|              | Portrait de Philippe Ier de Castille | 103        | Inconnu /                                                                                                   | Maitre de la vie de Joseph                                       | 1550s               | Château de Mosigkau                                                                   | |
|              | Portrait de Charles Quint | 104        | Inconnu / Inconnu                                                                                           | Inconnu                                                          | 1525                | Cathédrale Saint-Sauveur de Bruges                                                    | |
|              | Mater Dolorosa | 105        | Jan van Eeck / probablement Jan van Eeckele (en)                                                            | Jan van Eeckele (en)                                             | 1490s               | Cathédrale Saint-Sauveur de Bruges                                                    | [ 104 ] |
|              | Episodes from the Life of Saint Bernhard | 106        | Jan van Eeck / Jan van Eeckele (en)                                                                         | Jan van Eeckele                                                  | 1450s               | Musée des Beaux-Arts de Tournai                                                       | |
|              | Vierge à l'Enfant | 107        | Hugo van der Goes / Hugo van der Goes                                                                       | Inconnu                                                          |                     | Collection privée                                                                     | [ 105 ] |
|              | Portrait d'une dame | 108        | Inconnu / Rogier van der Weyden                                                                             | Rogier van der Weyden                                            | 1460                | National Gallery of Art, Washington                                                   | [ 106 ] |
|              | Panneaux d'un triptyque : Le donateur protégé par Saint John l'Aumônier (à droite) et L'épouse du donateur protégée par Sainte Godelieve (à gauche) | 109        | Inconnu / Jan Provoost                                                                                      | Jan Provoost                                                     | 1520s               | Groeningemuseum                                                                       | Hulin was the first to recognise these as belonging to the same triptych as #157: these are the insides of the wings, the #157 were the outside of the wings (i.e. what one would see when the triptych was closed) |
|              | Panneaux d'un triptyque : David receives a message (right) and Salomon vitised by the Queen of Sheba (left) | 110        | Inconnu / Inconnu, Brabant?                                                                                 | Master of the legend of St. Barbara                              | 1480                | Metropolitan Museum of Art                                                            | [ 108 ] |
|              | The Virgin appearing to Saint Ildefonso | 111        | Hans Memling /                                                                                              | Master of the Pacully collection                                 | 1480                | Collection privée                                                                     | [ 109 ] |
|              | Triptyque :Vierge à l'Enfant, Sainte Catherine et Sainte Barbara | 112        | Inconnu / Inconnu                                                                                           | Atelier de Quentin Metsys                                        | 1510s               | 1902 : Église de la Sainte Croix (Église de Jérusalem), Bruges ; Adornesdomein        | |
|              | Vierge à l'Enfant | 113        | Inconnu / Rogier van der Weyden, école de                                                                   | Inconnu                                                          | 1470s               | Museum Mayer van den Bergh                                                            | [ 110 ] |
|              | Virgin and Child surrounded by angels | 114        | Inconnu /                                                                                                   | Maître de la Légende de sainte Lucie                             | 1500                | Musées royaux des Beaux-Arts de Belgique                                              | [ 111 ] |
|              | Saint Luc paints the Virgin and Child | 115        | Inconnu / Dieric Bouts                                                                                      | Inconnu                                                          | 1500                | National Trust                                                                        | [ 112 ] |
|              | Saint Luc dessinant la Vierge | 116        | Inconnu / Rogier van der Weyden, ou ancienne copie d'après                                                  | Rogier van der Weyden                                            | 1435                | Musée des Beaux-Arts de Boston                                                        | [ 113 ] |
|              | La Transfiguration | 117        | Inconnu / Gerard David, école de                                                                            | Gerard David                                                     | 1520                | Église Notre-Dame (Bruges)                                                            | [ 114 ] |
|              | Diptyque : Vierge à l'Enfant (right) and Chrétien de Hondt, 30th abbot of Notre Dames des Dunes (Ter Duinen) (left) | 118        | Inconnu / Inconnu, Bruges, 1499, and other unknown, Bruges, après 1519                                      | Maître de 1499                                                   | 1499                | Musée royal des Beaux-Arts d'Anvers (KMSKA)                                           | [ 115 ] |
|              | Prédelle d'un retable : La prise de Jérusalem | 119        | Gerard van der Meire / Inconnu, Gand, c. 1480                                                               | Justus van Gent                                                  | 1500                | Museum of Fine Arts, Ghent                                                            | [ 116 ] |
|              | Calvary | 120        | Inconnu, 1500 / Inconnu, Bruges, c. 1500                                                                    | Inconnu                                                          | 1500                | Cathédrale Saint-Sauveur de Bruges                                                    | [ 117 ] |
|              | Descent from the Cross, with the donor protected by Saint Peter and Saint Paul | 120.1      | Inconnu, 1500 /                                                                                             | Rogier van der Weyden                                            | 1460                | Mauritshuis                                                                           | [ 118 ] |
|              | Le Jugement de Cambyse | 121        | Gerard David / Gerard David                                                                                 | Gerard David                                                     | 1498                | Groeningemuseum                                                                       | [ 119 ] |
|              | Judgment of Cambyses: the flaying of Sisamnes | 122        | Gerard David / Gerard David                                                                                 | Gerard David                                                     | 1498                | Groeningemuseum                                                                       | [ 120 ] |
|              | Triptyque :Baptism of Christ, The donor protected by John the Evangelist, and The first wife of the donor protected by Saint Elisabeth | 123        | Gerard David / Gerard David                                                                                 | Gerard David                                                     | 1502                | Groeningemuseum                                                                       | [ 121 ] |
|              | Virgin and Child, surrounded by angels and virgin saints | 124        | Gerard David / Gerard David                                                                                 | Gerard David                                                     | 1509s               | musée des beaux-arts de Rouen                                                         | [ 122 ] |
|              | Triptyque :Saint Anne with the Virgin and Child, Saint Nicolas, and Saint Anthony of Padua | 125        | Gerard David / Gerard David                                                                                 | Inconnu                                                          | 1510s               | National Gallery of Art, Washington                                                   | [ 123 ] |
|              | Triptyque :Descent from the Cross | 126        | Gerard David / Maître du Saint-Sang                                                                         | Maître du Saint-Sang                                             | 1510s               | Basilique du Saint-Sang de Bruges                                                     | [ 124 ] |
|              | Dead Christ | 127        | Gerard David / Maître du Saint-Sang                                                                         | Gerard David                                                     | c. 1530             | 1902 : Collection Bethune, Bruges ; emplacement actuel inconnu                        | |
|              | Annunciation | 128        | Gerard David / Gerard David                                                                                 | Gerard David                                                     | 1506                | Metropolitan Museum of Art                                                            | , |
|              | The preaching of John the Baptist et The Baptism of Christ | 129        | Gerard David /                                                                                              | Simon Bening                                                     | 1510                | Groeningemuseum                                                                       | [ 127 ] |
|              | Triptyque :Vierge à l'Enfant, Sainte Catherine et Sainte Barbe | 130        | Cornelia Cnoop / inconnu, traditionnellement Cornelia Cnoop                                                 | Simon Bening                                                     | 1520                | Musée des Beaux-Arts (Houston)                                                        | [ 128 ] |
|              | The descent of the Holy Spirit on Pentecost (miniature) | 131        | Gerard David, école de / Gerard David (école de)                                                            | Inconnu                                                          | 1480                | Fitzwilliam Museum                                                                    | [ 129 ] |
|              | Vierge à l'Enfant | 132        | Inconnu / Inconnu, Flanders, probably Bruges                                                                | Inconnu                                                          | c. 1530             | 1902 : Collection of the Earl of Crawford, London; emplacement actuel inconnu         | |
|              | Vierge à l'Enfant | 133        | Gerard David / Inconnu, Flandres, probablement Bruges                                                       | Inconnu                                                          | 1495                | Minneapolis Institute of Art                                                          | [ 130 ] |
|              | Two wings of a polyptyque : John the Baptist (right) and Vision of Saint Francis (left) | 134        | Gerard David / Gerard David                                                                                 | Gerard David                                                     | 1490s               | Metropolitan Museum of Art                                                            | [ 131 ] |
|              | Adoration of the Magi | 135        | Inconnu / Gerard David                                                                                      | Gerard David                                                     | 1490                | Musées royaux des Beaux-Arts de Belgique                                              | [ 132 ] |
|              | Adoration of the Magi | 136        | Inconnu / Inconnu, c. 1520–1530                                                                             | Inconnu                                                          | 1510s               | Groeningemuseum                                                                       | [ 133 ] |
|              | Ecce homo | 137        | Jeroen Bosch / Jeroen Bosch                                                                                 | Jérôme Bosch                                                     | 1495s               | Musée Städel                                                                          | [ 134 ] |
|              | Panneau d'un triptyque : Saint Francis of Assisi and Saint Jerome | 138        | Inconnu / Gerard David                                                                                      | Inconnu                                                          | 1510s               | Gemäldegalerie                                                                        | [ 135 ] |
|              | Vierge à l'Enfant | 139        | Gerard David / Gerard David, école de                                                                       | Gerard David                                                     | c. 1530             | 1902 : Suermondt Museum, Aken; emplacement actuel inconnu                             | |
|              | Vierge à l'Enfant | 140        | Dirk Bouts / Hans Memling, follower                                                                         | Inconnu                                                          | 1487                | Metropolitan Museum of Art                                                            | [ 136 ] |
|              | Panneau droit d'un triptyque : John the Baptist, Mary Magdalen and the donor | 141        | Master of the Assumption / Aelbrecht Bouts                                                                  | Albert Bouts                                                     | 1500                | Rheinisches Landesmuseum Bonn                                                         | [ 137 ] |
|              | Panneau gauche d'un triptyque : Saint Andreas, Saint Catherine, and the donor | 142        | Master of the Assumption / Aelbrecht Bouts                                                                  | Albert Bouts                                                     | 1500                | Rheinisches Landesmuseum Bonn                                                         | [ 137 ] |
|              | Portrait | 143        | Rogier van der Weyden / Inconnu, c. 1480–1490                                                               | Maître de la vue de Sainte-Gudule                                | 1480                | Metropolitan Museum of Art                                                            | [ 138 ] |
|              | Vierge à l'Enfant | 144        | Rogier van der Weyden / imitateur inconnu de Rogier van der Weyden                                          | Inconnu                                                          | 1530                | Collection privée                                                                     | |
|              | Virgin and Child, surrounded by virgin saints | 145        | Gerard David / Adriaen Isenbrant                                                                            | Adriaen Isenbrandt                                               | 1530                | Collection privée                                                                     | [ 139 ] |
|              | Portrait of an unknown man | 146        | Petrus Christus / Inconnu, Bruges, 1510–1525                                                                | Master of the Brandon Portrait                                   | 1510                | Mauritshuis                                                                           | |
|              | Saint Romold leaves his parents | 147        | Gerard David / Inconnu, Bruges?, c. 1500                                                                    | Inconnu                                                          | 1490                | Galerie nationale d'Irlande                                                           | [ 140 ] |
|              | Panneau droit d'un diptyque : The donor protected by Saint Clement | 148        | Inconnu / Inconnu, Franco-Flemish, c. 1475                                                                  | Suiveur de Simon Marmion                                         | Fin des années 1480 | National Gallery                                                                      | [ 141 ] |
|              | Eternal father | 149        | Jan van Eyck(école de) / Gerard David?                                                                      | Gerard David                                                     | 1506                | Musée du Louvre                                                                       | [ 142 ] |
|              | Saint Francis of Assisi turns his back to the world | 150        | Jan Gossaert / Inconnu, Bruges, possible Jan Provoost                                                       | Inconnu                                                          | 1510                | Philadelphia Museum of Art                                                            | [ 143 ] |
|              | The Virgin appears to Saint Ildefonso | 151        | Inconnu / Adriaen Isenbrandt                                                                                | Adriaen Isenbrandt                                               | 1500                | Carnegie Museum of Art                                                                | [ 144 ] |
|              | Vierge à l'Enfant | 152        | Inconnu / Adriaen Isenbrandt                                                                                | Adriaen Isenbrandt                                               | 1530                | Rijksmuseum                                                                           | [ 145 ] |
|              | Vierge à l'Enfant | 153        | Inconnu / Adriaen Isenbrandt, imitator of                                                                   | Inconnu                                                          | c. 1530             | 1902 : collection Visart de Bocarmé, Bruges; emplacement actuel inconnu               | |
|              | Virgin and Child near a fountain | 154        | Jan Gossaert / Bernard van Orley?                                                                           | Bernard van Orley                                                | 1518                | Kelvingrove Art Gallery and Museum                                                    | [ 146 ] |
|              | Triptyque : Virgo Deipara, Vision of the Ara Caeli et Vision of Saint John on Pathmos | 155        | Inconnu / Maître du Saint-Sang, c. 1510                                                                     | Maître du Saint-Sang                                             | 1510                | Église Saint-Jacques (Bruges)                                                         | |
|              | Saint Gregory's Mass | 156        | Inconnu / Rogier van der Weyden, copy or imitator                                                           | Robert Campin Master of Flémalle Rogier van der Weyden           | 1440                | Musées royaux des Beaux-Arts de Belgique                                              | , |
|              | Diptyque :Death and the miser | 157        | Inconnu / Jan Provoost                                                                                      | Jan Provoost                                                     | 1520s               | Groeningemuseum                                                                       | [ 148 ] |
|              | Virgin and Child, Saint Jacob Major, Saint Barbara, and the donor protected by Saint Peter | 158        | Inconnu / Inconnu, early 16th century                                                                       | Maître de Francfort                                              | 1505                | Queensland Art Gallery                                                                | [ 149 ] |
|              | Saint Anna, the Virgin and Child, Saint Augustinus and Saint Jerome | 159        | Justus van Gent / Inconnu, early 16th century                                                               | Justus van Gent                                                  | c. 1530             | 1902 : collection C. Davis, London; emplacement actuel inconnu                        | |
|              | The donor Antonio Siciliano protected by Saint Antonius | 160        | Jan van Eyck / Inconnu, Antwerp?, painting in Italy early 16th century, Jan Gossaert?                       | Jan Gossaert                                                     | 1508                | Doria Pamphilj Gallery                                                                | [ 150 ] |
|              | Portrait (possibly Floris van Egmond) | 161        | Jan Gossaert / Jan Gossaert                                                                                 | Inconnu                                                          | 1520s               | Collection privée                                                                     | [ 151 ] |
|              | Diptyque :Vierge à l'Enfant et Portrait of Willem van Bibaut | 162        | Inconnu, c. 1520 /                                                                                          | Master of Willem van Bibaut Master of the Legend of the Magdalen | 1523                | Collection privée                                                                     | [ 152 ] |
|              | Polyptyque :Death of the Virgin, Presentation of the Virgin, Annunciation, Visitation, Nativity, Presentation in the Temple et Adoration of the Magi | 163        | Bernard van Orley / Bernard van Orley or his workshop                                                       | Bernard van Orley                                                | 1520                | Musée de l'Assistance Publique, Brussels                                              | [ 153 ] |
|              | King Sapor of Persia humiliating Emperor Valerian | 164        | Bernard van Orley / Bernard van Orley, attributed?                                                          | Inconnu                                                          | 1520                | Worcester Art Museum                                                                  | [ 154 ] |
|              | Panneaux d'un triptyque : Mary Magdalene" and "Saint Mary of Egypt | 165        | Inconnu / Quentin Matsys, style of                                                                          | Quentin Matsys                                                   | 1515                | Philadelphia Museum of Art                                                            | [ 155 ] |
|              | Vierge à l'Enfant | 166        | Joachim Patinir / Inconnu, Bruges, c. 1540–1550                                                             | Joachim Patinir                                                  | c. 1530             | 1902 : collection Gustave Dreyfus, Paris; emplacement actuel inconnu                  | |
|              | Last Judgment | 167        | Jan Provoost / Jan Provoost                                                                                 | Jan Provoost                                                     | 1525                | Groeningemuseum                                                                       | [ 156 ] |
|              | Le Jugement dernier | 168        | Jan Provoost / Jan Provoost                                                                                 | Jan Provoost                                                     | 1500                | Kunsthalle Hamburg                                                                    | , |
|              | Le Jugement dernier | 169        | école de Bruges, XVe siècle / Jan Provoost                                                                  | Jan Provoost                                                     | 1500                | Fogg Art Museum                                                                       | [ 158 ] |
|              | Panneau central d'un triptyque : Le Couronnement de la Vierge | 170        | Albert Cornelis / Albert Cornelis                                                                           | Albert Cornelis                                                  | 1520                | Église Saint-Jacques (Bruges)                                                         | [ 159 ] |
|              | Saint Bruno retiring to the Chartreuse | 171        | Inconnu / Inconnu, Bruges, third quarter of the 15th century                                                | Inconnu                                                          | 1500s               | 1902 : collection of baron Bethune, Bruges; emplacement actuel inconnu                | |
|              | Saint Jerome | 172        | Gerard David / Gerard David                                                                                 | Inconnu                                                          | 1501                | National Gallery                                                                      | [ 160 ] |
|              | Vierge à l'Enfant | 173        | Inconnu / Inconnu, Bruges, c. 1480–1490c                                                                    | Maître de la Légende de sainte Ursule                            | 1488                | Suermondt-Ludwig-Museum                                                               | [ 161 ] |
|              | Triptyque : Vierge à l'Enfant, Sainte Catherine et Sainte Barbara | 174        | Inconnu / Master of the Legend of the Magdalen                                                              | Master of the Legend of the Magdalen                             | 1500                | Museum Mayer van den Bergh                                                            | [ 162 ] |
|              | Panneaux d'un triptyque : The donor protected by Saint Andreas (right) and The donor's wife protected by Saint Catherine | 175        | Inconnu / Inconnu, Bruges, c. 1520                                                                          | Inconnu                                                          | 1550s               | 1902 : collection De Somzée, Brussels; emplacement actuel inconnu                     | |
|              | Polyptyque :The Eternal Father surrounded by angels, Death, Hell, Vanity, Skull, and some heraldic weapons | 176        | Hans Memling / Hans Memling                                                                                 | Hans Memling                                                     | 1485                | Musée des Beaux-Arts de Strasbourg                                                    | [ 163 ] |
|              | Triptyque : Vierge à l'enfant et deux Anges jouant de la musique | 177        | Inconnu / Adriaen Isenbrandt                                                                                | Adriaen Isenbrandt                                               | 1530                | Aux enchères en 2016 chez Dumouchelles à Détroit pour 250 000 $                       | , |
|              | Mater Dolorosa | 178        | Inconnu, c. 1530 / Adriaen Isenbrandt                                                                       | Adriaen Isenbrandt                                               | 1520                | Église Notre-Dame (Bruges)                                                            | [ 166 ] |
|              | Panneau droit d'un diptyque : The donors Joris van de Velde and Barbara Le Marie and their children protected by Saint George and Saint Barbara | 179        | Inconnu, c. 1530 / Adriaen Isenbrandt                                                                       | Adriaen Isenbrandt                                               | 1520                | Église Notre-Dame (Bruges)                                                            | [ 167 ] |
|              | Panneaux d'un triptyque : The donor protected by John the Evangelist (right) and The donor's wife protected by Saint Barbara (left) | 180        | Jan Mostaert / Adriaen Isenbrandt                                                                           | Adriaen Isenbrandt                                               | 1530s               | Richard von Kaufmann                                                                  | [ 168 ] |
|              | Panneau gauche d'un diptyque : A female donor protected by Mary Magdalen | 181        | Inconnu / Jean Perréal                                                                                      | Jean Hey                                                         | 1490                | Musée du Louvre                                                                       | [ 169 ] |
|              | Mary Magdalen in a landscape | 182        | Jan Mostaert / Adriaen Isenbrandt                                                                           | Adriaen Isenbrandt                                               | 1510                | National Gallery                                                                      | [ 170 ] |
|              | Virgin and Child, the donor and his family | 183        | Master of the Seven Sorrows / Adriaen Isenbrandt                                                            | Adriaen Isenbrandt                                               | 1530s               | Gallery Van Diemen in 1967, emplacement actuel inconnu                                | [ 171 ] |
|              | Triptych : Présentation du Christ, The donor Philip Wielant protected by Saint Philip, and The donor's wife Jeanne van Halewyn protected by John the Evangelist | 184        | Master of the Seven Sorrows / Adriaen Isenbrandt                                                            | Inconnu                                                          | 1510                | Cathédrale Saint-Sauveur de Bruges                                                    | [ 172 ] |
|              | Saints Andreas, Michael, and Franciscus, and the Calvary | 185        | Gerard David / Adriaen Isenbrandt                                                                           | Adriaen Isenbrandt                                               | 1530s               | Musée des Beaux-Arts (Budapest)                                                       | [ 173 ] |
|              | Calvary | 186        | Inconnu / Inconnu                                                                                           | Inconnu                                                          | 1490s               | Galerie nationale (Prague)                                                            | [ 174 ] |
|              | Saint Luc | 187        | Master of the Seven Sorrows / Adriaen Isenbrandt                                                            | Inconnu                                                          | 1530s               | Collection privée                                                                     | [ 175 ] |
|              | Mary Magdalen | 188        | Jan Mostaert / Adriaen Isenbrandt                                                                           | Adriaen Isenbrandt                                               | 1530s               | Galerie Doria-Pamphilj                                                                | [ 176 ] |
|              | Diptyque :Christ carrying the cross (right) and Portrait of a minor brother (left) | 189        | Inconnu / Jan Provoost                                                                                      | Jan Provoost                                                     | 1522                | Ancien hôpital Saint-Jean                                                             | [ 177 ] |
|              | Portrait of a canon | 190        | Quentin Matsys / Quentin Matsys                                                                             | Quentin Matsys                                                   | 1510s               | Liechtenstein Museum Eugène Secrétan                                                  | [ 178 ] |
|              | Triptyque : Adoration of the Magi, The Descent of the Holy Spirit on Pentecost et The glorious Virgin | 191        | Jan Gossaert / Inconnu, Brabant c. 1520, certainement pas par Gossaert                                      | Jan Gossaert                                                     | 1500s               | Collection privée                                                                     | [ 179 ] |
|              | Triptyque : Sainte Catherine et les philosophes | 192        | Jan Gossaert / Inconnu, Brabant, c. 1520                                                                    | Goossen van der Weyden                                           | 1510                | Southampton City Art Gallery                                                          | [ 180 ] |
|              | Le Sauveur | 193        | Inconnu / École de Jan Provoost                                                                             | Inconnu                                                          | 1490                | 1902 : Église Saint-Gilles (nl) (Bruges) ; emplacement actuel inconnu                 | |
|              | Mater Dolorosa | 194        | Inconnu / Jan Provoost, école de                                                                            | Inconnu                                                          | 1490                | 1902 : Église Saint-Gilles (nl) (Bruges) ; emplacement actuel inconnu                 | |
|              | Triptyque :Vierge à l'Enfant, John the Baptist et Saint Jerome | 195        | Pieter Pucheel / Adriaen Isenbrandt                                                                         | Adriaen Isenbrandt                                               | c. 1530             | 1902 : collection Baron Bethune, Bruges ; emplacement actuel inconnu                  | |
|              | Christ at Emmaüs | 196        | Jan van Hemessen / Inconnu, 16th century                                                                    | Inconnu                                                          | 1530                | Collection privée                                                                     | [ 181 ] |
|              | Panneaux d'un triptyque : Scenes from the legends of Saint Anthony and Saint Paul | 197        | Inconnu / Inconnu, Flanders, première moitié du XVIe siècle                                                 | Lancelot Blondeel                                                | 1530                | City Archive, Nieuwpoort                                                              | [ 182 ] |
|              | Christ on the cross, the Virgin and Saint John | 198        | Joachim Patinir / Quentin Matsys                                                                            | Quentin Matsys                                                   | 1520                | National Gallery of Canada                                                            | [ 183 ] |
|              | Triptyque :Rest on the Flight to Egypt, John the Baptist et Saint Cornelius | 199        | Joachim Patinir / Joachim Patinir                                                                           | Joachim Patinir                                                  | 1516                | Collection privée                                                                     | Damaged by fire in 1904. |
|              | Rest on the flight to Egypt | 200        | Joachim Patinir / Joachim Patinir                                                                           | Joachim Patinir                                                  | 1515                | Musée Thyssen-Bornemisza                                                              | [ 185 ] |
|              | The miraculous fishing | 201        | Joachim Patinir / Jan van der Elburcht                                                                      | Inconnu                                                          | 1520                | Wadsworth Atheneum                                                                    | [ 186 ] |
|              | Rest on the flight to Egypt | 202        | Inconnu /                                                                                                   | Inconnu                                                          | c. 1530             | 1902 : for sale at Colnaghi, London; emplacement actuel inconnu                       | |
|              | Saint Jerome | 203        | Joachim Patinir / Joachim Patinir, école de                                                                 | Joachim Patinir                                                  | c. 1530             | 1902 : collection De Meester, Bruges; emplacement actuel inconnu                      | |
|              | Saint Jerome | 204        | Joachim Patinir / Joachim Patinir, école de                                                                 |                                                                  |                     | 1902 : collection Helbig, Liège; emplacement actuel inconnu                           | |
|              | Saint Jerome | 205        | C N A, 1547 / CNA or CMA, 1547                                                                              | Cornelis Massijs                                                 | 1547                | Musée royal des Beaux-Arts d'Anvers (KMSKA)                                           | [ 187 ] |
|              | Holy Trinity | 206        | Master of Flémalle / Master of Flémalle                                                                     | Rogier van der Weyden                                            | 1430s               | Musée M                                                                               | [ 188 ] |
|              | The preaching of a saint | 207        | Inconnu / Inconnu, 15th century                                                                             |                                                                  |                     | 1902 : Musée des Beaux-Arts Tournai ; emplacement actuel inconnu                      | |
|              | The glory of the Virgin | 208        | Inconnu / Inconnu, Bruges, second quart du XVIe siècle                                                      | Albert Cornelis                                                  | 1515                | Brighton Museum & Art Gallery                                                         | [ 189 ] |
|              | Vierge à l'Enfant | 209        | Gerard David / Atelier de Gerard David                                                                      | Inconnu                                                          | 1510                | Musée des Beaux-Arts de Strasbourg                                                    | [ 190 ] |
|              | Vierge à l'Enfant | 210        | Inconnu / Inconnu, début du XVIe siècle                                                                     | Master of the Khanenko Adoration                                 | 1490s               | Château de Mosigkau                                                                   | [ 191 ] |
|              | Vierge à l'Enfant | 211        | Joachim Patinir / Joachim Patinir?                                                                          | Inconnu                                                          | 1530s               | Sold at Galerie Fischer in Luzern in 1987, emplacement actuel inconnu                 | [ 192 ] |
|              | Vierge à l'Enfant | 212        | Joachim Patinir / Adriaen Isenbrandt, école de                                                              | Adriaen Isenbrandt                                               | 1520s               | Museum of Fine Arts, Ghent                                                            | [ 193 ] |
|              | Three angels | 213        | Master of Flémalle / Inconnu, première moitié du XVIe siècle                                                |                                                                  |                     | 1902 : collection Charles-Léon Cardon, Brussels; emplacement actuel inconnu           | |
|              | La Déposition | 214        | Rogier van der Weyden / Inconnu, fin du XVe siècle                                                          | Adriaen Isenbrandt                                               | 1480s               | Ashmolean Museum                                                                      | |
|              | Vierge à l'Enfant | 215        | Hans Memling / Hans Memling, école de, possiblyPasschier van der Mersch? Probably same artist as #140 above | Inconnu                                                          | 1490s               | Metropolitan Museum of Art                                                            | [ 194 ] |
|              | Vierge à l'Enfant | 216        | Hans Memling / Inconnu                                                                                      |                                                                  |                     | 1902 : collection Simkens, Antwerp; emplacement actuel inconnu                        | |
|              | Portrait | 217        | Gerard David /                                                                                              | Master of the Brandon Portrait                                   | 1515                | Gemäldegalerie                                                                        | |
|              | The Virgin embracing the head of the dead Christ | 218        | Gerard David / Gerard David or workshop                                                                     | Gerard David                                                     | 1510s               | Collection privée                                                                     | [ 195 ] |
|              | John the Baptist (grisaille) | 219        | Inconnu / Dieric Bouts, école de                                                                            | Inconnu                                                          | 1480                | Cleveland Museum of Art                                                               | [ 196 ] |
|              | Sibylle Persane | 220        | Jan Mostaert / Ambrosius Benson                                                                             | Ambrosius Benson                                                 | 1430s               | Collection privée                                                                     | [ 197 ] |
|              | Portrait of a young women as Mary Magdalen | 221        | Jan Gossaert / Jan Gossaert orBernard van Orley                                                             | Jan Gossaert                                                     | 1530                | Musées royaux des Beaux-Arts de Belgique                                              | [ 198 ] |
|              | Portrait of a lady | 222        | Hans Memling / Inconnu, c. 1540–1550                                                                        |                                                                  |                     | 1902 : collection Emile Pacully, Paris; emplacement actuel inconnu                    | |
|              | Portrait of Justus van Bronckhorst | 223        | Inconnu / Jan Mostaert                                                                                      | Jan Mostaert                                                     | 1520                | Petit Palais                                                                          | [ 199 ] |
|              | Portrait of Margaretha of Austria | 224        | Jan Gossaert / Bernard van Orley                                                                            | Bernard van Orley                                                | 1520                | Collection privée                                                                     | [ 200 ] |
|              | Hercules and Antaeus | 225        | Jan Gossaert / Jan Gossaert                                                                                 | Inconnu                                                          | 1523                | Collection privée                                                                     | [ 201 ] |
|              | Portrait of Richard III of England | 226        | Inconnu / Inconnu, English                                                                                  |                                                                  |                     | 1902 : collection Charles-Leon Cardon, Brussels; emplacement actuel inconnu           | |
|              | Backside of the Panneau d'un triptyque : The prophet Elia and the widow of Sarepta | 227        | Inconnu / Inconnu, Bruges, c. 1510–1520                                                                     | Inconnu                                                          | 1515                | Groeningemuseum                                                                       | [ 202 ] |
|              | Holy Family | 228        | Inconnu /                                                                                                   |                                                                  |                     | 1902 : collection of Count d'Oultremont, Brussels; emplacement actuel inconnu         | |
|              | Vierge à l'Enfant | 229        | Inconnu /                                                                                                   |                                                                  |                     | 1902 : collection C. Baus, Ypres ; emplacement actuel inconnu                         | |
|              | John the Baptist | 230        | Inconnu / Inconnu, première moitié du XVIe siècle                                                           |                                                                  |                     | 1902 : at Colnaghi, Londo n; emplacement actuel inconnu                               | |
|              | Portrait of a lady | 231        | Inconnu / Inconnu, French, c. 1475?                                                                         |                                                                  |                     | 1902 : collection Somzée, Brussels; emplacement actuel inconnu                        | |
|              | Portrait of a man | 232        | Inconnu / Inconnu, Dutch, c. 1520                                                                           |                                                                  |                     | 1902 : collection du Count Harrach, Vienna ; emplacement actuel inconnu               | |
|              | Wing of a retable: Nativity | 233        | Herri met de Bles / Herri met de Bles                                                                       | Jan de Beer                                                      | 1520                | Barber Institute of Fine Arts                                                         | [ 203 ] |
|              | Saint Christopher | 234        | Herri met de Bles / Inconnu, première moitié du XVIe siècle                                                 | Maître de Francfort                                              | 1520s               | Galerie nationale (Prague)                                                            | [ 204 ] |
|              | Rest of the Holy Family | 235        | Marcellus Coffermans / Marcellus Coffermans                                                                 | Marcellus Coffermans                                             | 1560s               | Collection privée                                                                     | [ 205 ] |
|              | Triptych; Christ on the cross, the Virgin and Saint John | 236        | Joachim Patinir /                                                                                           |                                                                  |                     | 1902 : collection Stowe, Buckingham; emplacement actuel inconnu                       | |
|              | Christ with the crown of thorns | 237        | Master of the Assumption / Inconnu, école de Leuven, fin du XVe siècle                                      |                                                                  |                     | 1902 : collection Götz Martius, Kiel; emplacement actuel inconnu                      | |
|              | Christ | 238        | Quentin Matsys / Dieric Bouts or workshop                                                                   | Albert Bouts                                                     | 1490                | 1902 : collection Somzée, Brussels; emplacement actuel inconnu                        | [ 206 ] |
|              | Christ | 239        | Quentin Matsys /                                                                                            |                                                                  |                     | 1902 : collection Peyralbe, Brussels; emplacement actuel inconnu                      | |
|              | Saint Jerome | 240        | Jan Matsys / Inconnu, second quarter of the 16th century                                                    |                                                                  |                     | 1902 : collection Peyralbe, Brussels; emplacement actuel inconnu                      | |
|              | Judith with the head of Holophernes | 241        | Jan Matsys / Jan Matsys                                                                                     | Jan Matsys                                                       | 1543                | Museum of Fine Arts                                                                   | [ 207 ] |
|              | Portrait of a man | 242        | Marinus van Reymerswaele / Inconnu, Dutch, second quarter of the 16th century                               | Inconnu                                                          | 1530s               | Philadelphia Museum of Art                                                            | [ 208 ] |
|              | Holy Family | 243        | Inconnu / Jan Matsys                                                                                        |                                                                  |                     | 1902 : collection Viscount de Ruffo Bonneval, Brussels; emplacement actuel inconnu    | |
|              | Christ mourned by his mother and the holy women | 244        | Inconnu / Cornelis Engebrechtsz.                                                                            | Inconnu                                                          | 1540s               | Collection privée                                                                     | [ 209 ] |
|              | Pieta | 245        | Inconnu / Inconnu, Dutch, fin du XVe siècle                                                                 | Maître de la Virgo inter Virgines                                | 1480s               | 1902 : collection Le Roy, Paris ; emplacement actuel inconnu                          | |
|              | Adoration des Mages | 246        | Inconnu / Inconnu, Bruges, c. 1520                                                                          | Simon Bening                                                     | 1520s               | Musée du Louvre                                                                       | [ 210 ] |
|              | A Saint | 247        | Inconnu / Inconnu, German                                                                                   |                                                                  |                     | 1902 : collection Bequet, Namur; emplacement actuel inconnu                           | |
|              | Head of Christ | 248        | Quentin Matsys /                                                                                            |                                                                  |                     | 1902 : collection Bequet, Namur ; emplacement actuel inconnu                          | |
|              | Front and back of the Panneaux d'un triptyque : The Easter Lamb, The celestial manna, David dansing in front of the arch, Christ at Emmaüs | 249        | Gillis van Coninxloo / Not in exposition                                                                    |                                                                  |                     | Église de Saint Sauveur, Bruges                                                       | According to Hulin, this panel was not in the exposition |
|              | Partie d'un triptyque : Saint Nicolas of Tolentin | 250        | Inconnu / Inconnu, Bruges                                                                                   | Pieter Pourbus                                                   | 1560s               | Groeningemuseum                                                                       | [ 202 ] |
|              | Sainte Catherine | 251        | Inconnu / Inconnu, c. 1520–1530                                                                             |                                                                  |                     | 1902 : collection Van Speybrouck, Bruges ; emplacement actuel inconnu                 | |
|              | Christ with the crown of thorns | 252        | Inconnu / Inconnu, école de Leuven, fourth quarter of the 15th century                                      | Albert Bouts                                                     | 1490                | Collection privée                                                                     | [ 211 ] |
|              | Mater Dolorosa | 253        | Inconnu / Inconnu, école de Leuven, fourth quarter of the 15th century                                      | Albert Bouts                                                     | 1490                | Collection privée                                                                     | [ 212 ] |
|              | The miraculous fishing | 254        | Jan Rombouts I / Jan Rombouts I                                                                             | Jan Rombouts I                                                   |                     | Musée M                                                                               | [ 213 ] |
|              | Calvary | 255        | Geertgen tot Sint Jans / Inconnu, Dutch, c. 1510                                                            |                                                                  |                     | 1902 : collection Glitza, Hamburg; emplacement actuel inconnu                         | |
|              | Institution of the devotion of the rosary | 256        | Inconnu /                                                                                                   |                                                                  |                     | 1902 : collection Turner, London; emplacement actuel inconnu                          | |
|              | Portrait of a man | 257        | Lucas van Leyden / Lucas van Leyden                                                                         | Aertgen van Leyden                                               | 1530                | Musée Thyssen-Bornemisza                                                              | [ 214 ] |
|              | Portrait of Agatha van Schoonhoven, 1568 | 258        | Jan van Scorel / Jan van Scorel?                                                                            | Inconnu                                                          | 1568                | Collection privée                                                                     | [ 215 ] |
|              | Self portrait | 259        | Rogier van der Weyden / Joos van Cleve                                                                      | Joos van Cleve                                                   | 1519                | Musée Thyssen-Bornemisza                                                              | [ 216 ] |
|              | Triptyque : Holy Family, Sainte Catherine et Sainte Barbara | 260        | Master of the Death of the Virgin / Maître du Saint-Sang                                                    | Maître du Saint-Sang                                             | 1510s               | Kunsthalle Hamburg                                                                    | , |
|              | The martyrdom of Saint Matthew | 261        | Inconnu / Inconnu, German                                                                                   |                                                                  |                     | 1902 : collection Oesterrieth-Mols, Antwerp                                           | |
|              | Pieta | 262        | Barthel Bruyn the Elder / Inconnu, c. 1520                                                                  |                                                                  |                     | 1902 : at Sedelmeyer, Paris; emplacement actuel inconnu                               | |
|              | A concert | 263        | Master of the Female Half-Lengths / Master of the Female Half-Lengths                                       | Master of the Female Half-Lengths                                | ca. 1530            | Schloss Rohrau                                                                        | [ 219 ] |
|              | Rest in Egypt | 264        | Master of the Female Half-Lengths / Master of the Female Half-Lengths                                       |                                                                  |                     | 1902 : at Colnaghi, London; emplacement actuel inconnu                                | |
|              | A lady writing a letter | 265        | Master of the Female Half-Lengths / Master of the Female Half-Lengths                                       | Master of the Female Half-Lengths                                | 1520s               | Collection privée                                                                     | [ 220 ] |
|              | Rest in Egypt | 266        | Master of the Female Half-Lengths / Master of the Female Half-Lengths                                       | Master of the Female Half-Lengths                                | 1510s               | Collection privée                                                                     | [ 221 ] |
|              | Panneaux d'un triptyque : Annunciation (right) and Visitation (left) | 267        | Gerard David /                                                                                              |                                                                  |                     | 1902 : collection of Count of Harrach, Vienna; emplacement actuel inconnu             | |
|              | Vierge à l'Enfant | 268        | Gerard David / Gerard David or workshop                                                                     |                                                                  |                     | Collection of Baron of Bethune, Bruges; emplacement actuel inconnu                    | |
|              | Vierge à l'Enfant | 269        | Dirk Bouts / Dirk Bouts? or workshop?                                                                       |                                                                  |                     | 1902 : collection of Count Pourtalès, The Hague; emplacement actuel inconnu           | |
|              | Triptyque :Descent from the Cross, Crown of thorns et Ecce Homo | 270        | Master of Oultremont / Jan Mostaert                                                                         | Jan Mostaert                                                     | 1520s               | Musées royaux des Beaux-Arts de Belgique                                              | [ 222 ] |
|              | Descent from the cross | 271        | Quentin Matsys / Inconnu, première moitié du XVIe siècle                                                    |                                                                  |                     | 1902 : collection Novak, Prague ; emplacement actuel inconnu                          | |
|              | Triptyque :Herodias receives the head of John the Baptist | 272        | Lucas van Leyden / Inconnu, c. 1520, imitator ofLucas van Leyden?                                           | Lucas van Leyden                                                 | 1550s               | 1902 : collection Somzée, Brussels; emplacement actuel inconnu                        | |
|              | Head of Family at the Chateau of Rumbeke | 273        | Inconnu / Inconnu, Flemish, c. 1535                                                                         | Master of the Female Half-Lengths                                | 1530s               | Collection privée                                                                     | [ 223 ] |
|              | Triptych; Carrying the cross, Calvary et Resurrection | 274        | Inconnu / Inconnu, Bruges, c. 1520–1530, in the style of Herri met de Bles                                  | Master of 1518                                                   | 1510s               | Basilique du Saint-Sang de Bruges                                                     | [ 224 ] |
|              | Triptyque :Virgin and Child, Saint Catherine and Saint Barbara, The donor protected by John the Baptist et The donor's wife protected by Saint Catherine | 275        | Inconnu / Inconnu, Bruges, c. 1530                                                                          | Inconnu                                                          | 1500                | Museo de Arte de Ponce                                                                | [ 225 ] |
|              | Annunciation | 276        | Master of the Death of Mary / Joos van Cleve                                                                | Joos van Cleve                                                   | 1525                | Metropolitan Museum of Art                                                            | [ 226 ] |
|              | Salomon visited by the Queen of Sheba et David refuses to drink the water of Bethlehem | 277        | Jan van Eyck / Herri met de Bles                                                                            |                                                                  |                     | 1902 : collection of Countess de Pourtalès, Paris; emplacement actuel inconnu         | |
|              | Vierge à l'Enfant | 278        | Quentin Matsys / Quentin Matsys, pupil of, perhaps his son Jan Matsys                                       | Inconnu                                                          | 1540                | Metropolitan Museum of Art                                                            | [ 227 ] |
|              | Crown of thorns | 279        | Bernard van Orley / Inconnu, second quarter of the 16th century                                             | Bernard van Orley                                                | 1530s               | Lower Saxony State Museum                                                             | [ 228 ] |
|              | Carrying the cross | 280        | Bernard van Orley / Inconnu, second quarter of the 16th century                                             | Bernard van Orley                                                | 1530s               | Oriel College, Oxford                                                                 | [ 229 ] |
|              | Triptyque :Vierge à l'Enfant, Saint Peter protects two man and a little girl, and Mary Magdalen protects two women and a girl | 281        | Jacob Cornelisz van Oostsanen / Jacob Cornelisz van Oostsanen                                               |                                                                  |                     | 1902 : collection Miethke, Vienna; emplacement actuel inconnu                         | |
|              | Episode from the Legend of Mary Magdalen | 282        | Inconnu / Maître de la Légende de sainte Marie-Madeleine                                                    | Maître de la Légende de sainte Marie-Madeleine                   | 1520s               | Bode Museum                                                                           | [ 230 ] |
|              | Preaching of Mary Magdalen | 283        | Inconnu / Maître de la Légende de sainte Marie-Madeleine                                                    | Maître de la Légende de sainte Marie-Madeleine                   | 1515                | Philadelphia Museum of Art                                                            | [ 231 ] |
|              | Frame of an horloge | 284        | Quentin Matsys / Inconnu, Leuven, c. 1500                                                                   | Inconnu                                                          | 1500s               | Musée M                                                                               | |
|              | Le Portement de Croix | 285        | Hieronymus Bosch / Hieronymus Bosch                                                                         | Jérôme Bosch                                                     | 1510s               | Musée des Beaux-Arts de Gand                                                          | [ 232 ] |
|              | Christ in Limbo | 286        | Hieronymus Bosch / Jan Mandijn?                                                                             |                                                                  | 1510                | 1902 : collection of Count Harrach, Vienna; emplacement actuel inconnu                | |
|              | The temptation of Saint Anthony et Flemish Proverbs | 287        | Hieronymus Bosch / Hieronymus Bosch, after                                                                  | Inconnu                                                          | 1500s               | Collection privée                                                                     | [ 233 ] |
|              | Last Judgment | 288        | Hieronymus Bosch / Hieronymus Bosch, unknown imitator of                                                    | Inconnu                                                          | 1500s               | Collection privée                                                                     | [ 234 ] |
|              | Garden of earthly delights | 289        | Hieronymus Bosch / Hieronymus Bosch, after                                                                  | Inconnu                                                          | 1550s               | Germanisches Nationalmuseum                                                           | [ 235 ] |
|              | Panneau gauche d'un diptyque : The donor Margareta van Metteneye protected by Saint Margarita | 290        | Lancelot Blondeel / Lancelot Blondeel                                                                       | Lancelot Blondeel                                                | 1525                | Groeningemuseum                                                                       | [ 236 ] |
|              | Scenes from the legend of Saints Cosmas and Damian | 291        | Lancelot Blondeel / Lancelot Blondeel                                                                       | Inconnu                                                          | 1523                | Église Saint-Jacques (Bruges)                                                         | [ 237 ] |
|              | Saint Luc painting the Virgin and Child | 292        | Lancelot Blondeel / Lancelot Blondeel                                                                       | Lancelot Blondeel                                                | 1545                | Groeningemuseum                                                                       | [ 238 ] |
|              | Madonna with the patron saints of the guild of painters of Bruges | 293        | Lancelot Blondeel / Lancelot Blondeel                                                                       | Lancelot Blondeel                                                | 1545                | Cathédrale Saint-Sauveur de Bruges                                                    | [ 239 ] |
|              | Christ healing the sick | 294        | Lucas Gassel / Lucas Gassel                                                                                 |                                                                  | 1538                | Sale from Weber collection, 1912: emplacement actuel inconnu                          | [ 9 ] |
|              | Vocation of Saint Matthew | 295        | Marinus van Reymerswaele / Marinus van Reymerswaele                                                         | Marinus van Reymerswaele                                         | 1530                | Musée Thyssen-Bornemisza                                                              | [ 240 ] |
|              | Saint Jerome | 296        | Marinus van Reymerswaele / Marinus van Reymerswaele                                                         | Marinus van Reymerswaele                                         | 1541                | Musée royal des Beaux-Arts d'Anvers (KMSKA)                                           | [ 241 ] |
|              | Portrait of Otto Stochove | 297        | Inconnu / Inconnu, dated 1542                                                                               | Ambrosius Benson                                                 | 1542                | Groeningemuseum                                                                       | [ 242 ] |
|              | Portrait of Pierre Lootyns, 1557 | 298        | Inconnu / Inconnu, Bruges, dated 1557                                                                       | Inconnu                                                          | 1557                | Cathédrale Saint-Sauveur de Bruges                                                    | |
|              | Portrait of Jean Fernagant | 299        | Pieter Pourbus / Pieter Pourbus                                                                             | Pieter Pourbus                                                   | 1551                | Groeningemuseum                                                                       | [ 243 ] |
|              | Portrait of Jacquemyne Buuck | 300        | Pieter Pourbus / Pieter Pourbus                                                                             | Pieter Pourbus                                                   | 1551                | Groeningemuseum                                                                       | [ 244 ] |
|              | Triptyque : Lady of Sorrows, The donor protected by Saint Josse et The donor's wife protected by Saint Catherine | 301        | Pieter Pourbus / Pieter Pourbus                                                                             | Pieter Pourbus                                                   | 1556                | Église Saint-Jacques (Bruges)                                                         | [ 245 ] |
|              | Panneaux d'un triptyque : Portraits of the members of the Brotherhood of the Holy Blood | 302        | Pieter Pourbus / Pieter Pourbus                                                                             | Pieter Pourbus                                                   | 1556                | Basilique du Saint-Sang de Bruges                                                     | [ 246 ] |
|              | Triptyque : Last Supper, Meeting of Abraham and Melchidesek et Elia under the juniper tree | 303        | Pieter Pourbus / Pieter Pourbus                                                                             | Pieter Pourbus                                                   | 1559                | Cathédrale Saint-Sauveur de Bruges                                                    | [ 247 ] |
|              | Portrait of Pierine Hellinc | 304        | Pieter Pourbus / Pieter Pourbus                                                                             |                                                                  |                     | 1902 : collection Coppieters 't Wallant, Bruges; emplacement actuel inconnu           | |
|              | Panneaux d'un triptyque : Saint Anthony (right) and Abbot Antonius Wydoot (left) | 305        | Pieter Pourbus / Pieter Claeissens the Elder?                                                               | Pieter Claeissens the Elder                                      | 1560s               | Groeningemuseum                                                                       | [ 248 ] |
|              | Portrait of a man | 306        | Pieter Pourbus / Pieter Pourbus                                                                             | Pieter Pourbus                                                   | 1574                | Collection privée                                                                     | [ 249 ] |
|              | Wings of a polyptyque :Episodes of the Legend of Saint George | 307        | Inconnu / Inconnu, Bruges, c. 1490                                                                          | Inconnu                                                          | 1500s               | Groeningemuseum                                                                       | [ 250 ] |
|              | Legend of Saint George | 308        | Lancelot Blondeel / Lancelot Blondeel                                                                       | Lancelot Blondeel                                                | 1540                | Groeningemuseum                                                                       | [ 251 ] |
|              | Portrait of Robrecht Holman | 309        | Antoine Claeis / Pieter Claeissens the Elder ?                                                              | Inconnu                                                          | 1571                | 1902 : Seminary, Bruges; emplacement actuel inconnu                                   | |
|              | The Saviour adored by Robert Holman, abbot of Ter Duinen | 310        | Gilles Claeis / Gilles Claeis ?                                                                             | Pieter Claeissens the Elder                                      | 1565                | Collection privée                                                                     | [ 252 ] |
|              | Vision of Saint Bernard | 311        | Antoine Claeis /                                                                                            | Antoon Claeissens                                                | 1608                | Cathédrale Saint-Sauveur de Bruges                                                    | |
|              | Patron Saints of the guild of farmers, poultry merchants and dairies | 312        | Inconnu, 1574 / Lancelot Blondeel, imitator of, probablyAntuenis Claeis                                     | Pieter Claeissens                                                | 1574                | Groeningemuseum                                                                       | [ 253 ] |
|              | Portraits: three men | 313        | Frans Pourbus / Frans Pourbus?                                                                              |                                                                  |                     | 1902 : collection Verhaeghen, Merelbeke; emplacement actuel inconnu                   | |
|              | The flagellation | 314        | Inconnu / Inconnu, Brussels, c. 1510–1520                                                                   | Maître de l'autel de Beyghem                                     | 1520s               | Beigem                                                                                | [ 254 ] |
|              | Ecce Homo | 315        | Inconnu / Inconnu, Brussels, c. 1510–1520; same artist as 314                                               | Maître de l'autel de Beyghem                                     | 1520s               | Beigem                                                                                | [ 254 ] |
|              | Calvary | 316        | Inconnu / Inconnu, Brussels, c. 1510–1520; same artist as 314                                               | Maître de l'autel de Beyghem                                     | 1520s               | Beigem                                                                                | [ 254 ] |
|              | Resurrection | 317        | Inconnu / Inconnu, Brussels, c. 1510–1520; other artist than 314-316                                        | Maître de l'autel de Beyghem                                     | 1520s               | Beigem                                                                                | [ 254 ] |
|              | Panneaux d'un triptyque : Doctors of the Church | 318        | Inconnu / Inconnu, Antwerp? or Guelders?, c. 1510?                                                          | Inconnu                                                          | 1510                | Collection privée                                                                     | [ 255 ] |
|              | Last Supper | 319        | Inconnu / Inconnu, France                                                                                   | Inconnu                                                          | 1490s               | Art Institute of Chicago                                                              | [ 256 ] |
|              | Saint Hugh of Lincoln | 320        | Inconnu / Inconnu, France                                                                                   | Inconnu                                                          | 1490s               | Art Institute of Chicago                                                              | [ 257 ] |
|              | Épisode de la légende de saint Georges | 321        | Inconnu / Inconnu, école d'Avignon, première moitié du XVe siècle                                           | Bernat Martorell                                                 | 1435s               | Musée du Louvre                                                                       | [ 258 ] |
|              | Portrait of a man | 322        | Lucas van Leyden / Inconnu, Italian (Lombard?), date unknown                                                | Inconnu                                                          | 1525                | Metropolitan Museum of Art                                                            | [ 259 ] |
|              | Adoration of the magi | 323        | Rogier van der Weyden / Inconnu, Flanders, c. 1500                                                          | Justus van Gent                                                  | 1490s               | Collection privée                                                                     | [ 260 ] |
|              | Agony in the garden | 324        | Joachim Patinir / Inconnu, c. 1515                                                                          |                                                                  |                     | 1902 : collection S. Röhrer, Munich; emplacement actuel inconnu                       | |
|              | Pieta | 325        | Petrus Christus / Petrus Christus                                                                           | Petrus Christus                                                  | 1435 1435s          | Musée du Louvre                                                                       | [ 261 ] |
|              | Adoration of the magi | 326        | Inconnu / Inconnu c. 1520–1530                                                                              | Hugo van der Goes                                                | 1505                | Saint Louis Art Museum                                                                | [ 262 ] |
|              | Triptyque :Adoration of the magi, Annunciation and Nativity, and Flight to Egypt and Presentation in the Temple | 327        | Margareta van Eyck / Inconnu, c. 1515–1525                                                                  |                                                                  |                     | 1902 : collection Donaldson, London; emplacement actuel inconnu                       | |
|              | Virgin and Child between two groups of angels | 328        | Inconnu / Jan Gossaert, copy after                                                                          | Jan Gossaert                                                     | 1513                | Collection privée                                                                     | [ 263 ] |
|              | The vision of Saint Bernard | 329        | Inconnu / Inconnu, Brabant, première moitié du XVIe siècle                                                  | Inconnu                                                          | 1500s               | Collection privée                                                                     | [ 264 ] |
|              | Vierge à l'Enfant | 330        | Jan Gossaert / Bernard van Orley                                                                            | Bernard van Orley                                                | 1520                | Polesden Lacey                                                                        | [ 265 ] |
|              | Portrait of Lady Heneage | 331        | Hans Holbein the Elder / Inconnu, France                                                                    |                                                                  |                     | 1902 : collection Simon, Berlin; emplacement actuel inconnu                           | |
|              | The Conversion of Saint Paul | 332        | Jacob Cornelisz van Oostsanen / Inconnu, Ghent? or Tournai?                                                 | Jehan Bellegambe                                                 | 1520s               | 1902 : collection Verhaeghen, Merelbeke; emplacement actuel inconnu                   | |
|              | Baptism of Christ | 333        | Joachim Patinir / Joachim Patinir, école de                                                                 | Joachim Patinir                                                  | c. 1530             | 1902 : Musée des Beaux-Arts Tournai; emplacement actuel inconnu                       | |
|              | Center and Panneau gauche d'un triptyque : Birth of the Virgin et The meeting of Joachim and Anna | 334        | Inconnu / Inconnu, Flanders, c. 1520–1530                                                                   | Inconnu                                                          | 1520s               | Groeningemuseum                                                                       | [ 202 ] |
|              | Descent from the cross | 335        | Inconnu /                                                                                                   |                                                                  |                     | 1902 : collection Jurié de Lavandal, Vienna; emplacement actuel inconnu               | |
|              | Portrait of Pierre de Cuenync | 336        | Inconnu / Inconnu, Bruges, dated 1609                                                                       | Pieter Claeissens                                                | 1609                | Cathédrale Saint-Sauveur de Bruges                                                    | |
|              | Portrait of Leonard Neyts | 337        | Inconnu / Inconnu, Bruges, end of the 16th century                                                          |                                                                  |                     | 1902 : Cathédrale Saint-Sauveur de Bruges; emplacement actuel inconnu                 | |
|              | Man of sorrows | 338        | Inconnu / Jan Mostaert                                                                                      | Inconnu                                                          | 1520s               | National Gallery                                                                      | [ 266 ] |
|              | Pilatus washing his hands | 339        | Inconnu / Inconnu, German                                                                                   |                                                                  |                     | 1902 : collection of Viscount de Ruffo Bonneval, Brussels; emplacement actuel inconnu | |
|              | Portrait of Abel van de Coulster | 340        | Master of Oultremont / Jan Mostaert?                                                                        | Jan Mostaert                                                     | 1510s               | Musées royaux des Beaux-Arts de Belgique                                              | [ 267 ] |
|              | Episodes from the legend of Saint Joseph | 341        | Inconnu / Jacques Daret, copy after                                                                         | unknown                                                          | 1450s               | St. Catherine's Church, Hoogstraten                                                   | [ 268 ] |
|              | Vierge à l'Enfant | 342        | Inconnu / Jan Provoost                                                                                      | Jan Provoost                                                     | 1510                | Musée des Beaux-Arts de Strasbourg                                                    | [ 269 ] |
|              | Vierge à l'Enfant | 343        | Quentin Matsys / Gerard David, possibly                                                                     | Inconnu                                                          | 1520                | Collection privée                                                                     | [ 270 ] |
|              | A minor brother praying in front of bishops | 344        | Inconnu /                                                                                                   | Rogier van der Weyden                                            | 1470s               | Collection privée                                                                     | [ 271 ] |
|              | (Mistake in catalogue: same as 217) | 345        | / |                                                                  |                     | (Mistake in catalogue: same as 217)                                                   | |
|              | Vierge à l'Enfant | 346        | Petrus Christus / Inconnu, Flanders, 16th century                                                           | Rogier van der Weyden                                            | 1460s               | Musée Godshuis Belle                                                                  | [ 272 ] |
|              | Christ on the cross, the Virgin and Saint John | 347        | Master of the Death of Maria / Joos van Cleve                                                               | Joos van Cleve                                                   | c. 1530             | 1993: sold at Sotheby's: emplacement actuel inconnu                                   | [ 273 ] |
|              | A Saint | 348        | Inconnu /                                                                                                   |                                                                  |                     | 1902 : collection Schloss, Paris; emplacement actuel inconnu                          | |
|              | Triptyque :Descent from the cross, The donor protected by Saint Louis et An Augustin canon, protected by John the Evangelist | 349        | Inconnu / Inconnu, Flanders, 16th century                                                                   |                                                                  |                     | 1902 : collection Carpentier, Beernem; emplacement actuel inconnu                     | |
|              | Vierge à l'Enfant | 350        | Inconnu / Quentin Matsysor his workshop                                                                     | Quentin Matsys                                                   | 1490                | sold at the Dorotheum in 1999                                                         | [ 274 ] |
|              | Portrait d'un vieil homme | 351        | Quentin Matsys / Quentin Matsys?                                                                            | Quentin Matsys                                                   | 1517                | Musée Jacquemart-André                                                                | [ 275 ] |
|              | Descent in limbo | 352        | Jean Bellegambe / Inconnu, Spain? or Tyrol?                                                                 |                                                                  |                     | 1902 : collection Thibaut-Sisson, Paris ; emplacement actuel inconnu                  | |
|              | Triptyque :Calvary, Carrying the cross, and Descent from the cross | 353        | Inconnu / Inconnu, Ghent? or Tournai?, c. 1515–1525; later work from the same hand as 332                   | Cornelis Engebrechtsz                                            | 1520s               | Seminary école de Tournai                                                             | [ 276 ] |
|              | Calvary | 354        | Inconnu / Inconnu                                                                                           | Inconnu                                                          | 1520                | Rijksmuseum                                                                           | [ 277 ] |
|              | Christ chasing the merchants from the Temple | 355        | Hieronymus Bosch / Hieronymus Bosch, imitator of                                                            | Inconnu                                                          | 1580s               | Kelvingrove Art Gallery and Museum                                                    | [ 278 ] |
|              | Adoration of the magi | 356        | Pieter Bruegel the Elder / Pieter Bruegel the Elder                                                         |                                                                  |                     | 1902 : collection Rott, Vienna; emplacement actuel inconnu                            | |
|              | The Land of Cockaigne | 357        | Pieter Bruegel the Elder / Pieter Bruegel the Elder                                                         | Pieter Brueghel the Elder                                        | 1567                | Alte Pinakothek                                                                       | [ 279 ] |
|              | The Census at Bethlehem | 358        | Pieter Bruegel the Elder / Pieter Bruegel the Elder                                                         | Pieter Brueghel the Elder                                        | 1566                | Musée royal des Beaux-Arts d'Anvers (KMSKA)                                           | [ 280 ] |
|              | The ill-matched lovers | 359        | Quentin Matsys / Quentin Matsys                                                                             | Quentin Matsys                                                   | 1520                | National Gallery of Art, Washington                                                   | [ 281 ] |
|              | Triptyque : Descente de croix, Saint Philippe et Le donateur protégé par Saint George | 360        | Antoon Claeissens / Antoon Claeissens                                                                       | Antoon Claeissens                                                | 1609                | Cathédrale Saint-Sauveur de Bruges                                                    | [ 282 ] |
|              | Panneaux d'un triptyque : The donor Juan II Pardo protected by John the Evangelist (right) and The wifes of the donor protected by Saint Anna and the Virgin | 361        | Antoon Claeissens / Antoon Claeissens                                                                       | Antoon Claeissens                                                | 1580                | Groeningemuseum                                                                       | [ 283 ] |
|              | Calvary | 362        | Inconnu / Inconnu, Brabant, early 16th century                                                              |                                                                  |                     | 1902 : collection Viscount de Ruffo Bonneval, Brussels; emplacement actuel inconnu    | |
|              | Holy Family | 363        | Inconnu / Inconnu, second quarter of the 16th century                                                       |                                                                  |                     | 1902 : collection Thibaut-Sisson, Paris; emplacement actuel inconnu                   | |
|              | Christ on the cross, the Virgin and Saint John | 364        | Inconnu / Adriaen Isenbrandt, style of                                                                      |                                                                  |                     | 1902 : collection De Bruyne, Antwerp; emplacement actuel inconnu                      | |
|              | Mater Dolorosa | 365        | Rogier van der Weyden / Inconnu                                                                             | Inconnu                                                          | 1500                | 1902 : collection Van Speybrouck, Bruges; emplacement actuel inconnu                  | [ 284 ] |
|              | Triptyque :Vierge à l'Enfant, a Bishop-Saint, and Saint Louis | 366        | Gillis van Coninxloo / Inconnu, Brabant, c. 1530?                                                           | Inconnu                                                          | 1520s               | National Gallery                                                                      | [ 285 ] |
|              | Saint Christophe | 367        | Herri met de Bles / Inconnu                                                                                 |                                                                  |                     | Sale from Weber collection, 1912: emplacement actuel inconnu                          | [ 9 ] |
|              | Triptyque :Temptation of Saint Anthony | 368        | Pieter Bruegel the Elder / Hieronymus Bosch, imitator of                                                    | Inconnu                                                          | 1550s               | Georgium                                                                              | [ 286 ] |
|              | Adoration of the magi | 369        | Inconnu /                                                                                                   |                                                                  |                     | 1902 : collection Snyers, Brussels; emplacement actuel inconnu                        | |
|              | Saint Donatian | 370        | Jan Gossaert / Jan Gossaert                                                                                 | Jan Gossaert                                                     | 1520                | Musée des Beaux-Arts Tournai                                                          | [ 287 ] |
|              | Panneau d'un triptyque : John the Evangelist and Saint Agnes | 371        | Quentin Massys / Quentin Massys                                                                             | Quentin Matsys                                                   | 1510s               | Wallraf-Richartz Museum                                                               | [ 288 ] |
|              | Vierge à l'Enfant | 372        | Quentin Massys / Inconnu, c. 1515–1525                                                                      | Master of the Mansi Magdalen                                     | 1520                | Metropolitan Museum of Art                                                            | [ 289 ] |
|              | Christ | 373        | Inconnu / Quentin Massys, after                                                                             |                                                                  |                     | 1902 : collection of Baron de Schickler, Paris; emplacement actuel inconnu            | |
|              | Triptyque :Saints Christoph, Jerome and Anthony | 374        | Inconnu / Inconnu, Brabant, première moitié du XVIe siècle                                                  | Maître de la Légende de sainte Marie-Madeleine                   | 1510s               | Museum Mayer van den Bergh                                                            | [ 290 ] |
|              | Triptyque :Christ mourned by his mother, Saint John and the Holy Women, Saint Anna, the Virgin and Child et Saint Francis receiving the stigmata | 375        | Herri met de Bles / Herri met de Bles, style de                                                             |                                                                  |                     | 1902 : collection Turner, London ; emplacement actuel inconnu                         | |
|              | Holy Family | 376        | Master of the Death of Mary / Joos van Cleve, copy                                                          | Inconnu                                                          | 1530s               | Collection privée                                                                     | [ 291 ] |
|              | The agony of Christ in the Garden of Olives | 377        | Inconnu / Master of the Holy Kinship                                                                        | Inconnu                                                          | 1489                | Collection privée                                                                     | [ 292 ] |
|              | Six apostles | 378        | Inconnu / Inconnu, German                                                                                   | Derick Baegert                                                   | 1550                | Musées royaux des Beaux-Arts de Belgique                                              | [ 293 ] |
|              | Calvary | 379        | Inconnu, 16th century / Jacob Cornelisz van Oostsanen                                                       |                                                                  |                     | 1902 : collection Viscount de Ruffo Bonneval, Brussels; emplacement actuel inconnu    | |
|              | Triptyque :Adoration of the magi, Nativity et The presentation in the Temple | 380        | Rogier van der Weyden / Inconnu, Utrecht, c. 1520–1530                                                      | Inconnu                                                          | 1510                | 1902 : collection Glitza, Hamburg; emplacement actuel inconnu                         | [ 294 ] |
|              | Portrait of a monk | 381        | Rogier van der Weyden / Inconnu, late 15th century                                                          | Inconnu                                                          | 1480                | National Gallery of Art, Washington                                                   | [ 295 ] |
|              | Two monks in prayer (The Hypocrites) | 382        | Inconnu / Quentin Massys, imitator of                                                                       | Inconnu                                                          | 1520                | Doria Pamphilj Gallery                                                                | [ 296 ] |
|              | Saint Anna, the Virgin and Child | 383        | Inconnu /                                                                                                   | Inconnu                                                          | 1530                | Collection privée                                                                     | [ 297 ] |
|              | Episodes from the life of the Virgin | 384        | Inconnu / Lancelot Blondeel?                                                                                | Lancelot Blondeel                                                | 1550                | Tournai Cathedral                                                                     | [ 298 ] |
|              | Vierge à l'Enfant | 385        | Inconnu / Adriaen Isenbrandt                                                                                |                                                                  |                     | 1902 : collection du Baron Surmont de Volsberghe, Ypres ; emplacement actuel inconnu  | |
|              | Portrait of a man, 1541 | 386        | Inconnu /                                                                                                   |                                                                  |                     | 1902 : collection du the Count of Harrach, Vienna ; emplacement actuel inconnu        | |
|              | Portrait of a man | 387        | Frans Pourbus / Adriaen Key                                                                                 |                                                                  |                     | 1902 : collection Porgès, Paris; emplacement actuel inconnu                           | |
|              | Descent from the cross | 388        | Inconnu / Hugo van der Goes, copy after? 16th century                                                       | Inconnu                                                          | 1470s               | Musée des Beaux-Arts Tournai                                                          | [ 299 ] |
|              | The creation of Eve, the sin of Adam, the expulsion from Paradise | 389        | Inconnu /                                                                                                   |                                                                  |                     | 1902 : Cathédrale Saint-Martin d'Ypres ; emplacement actuel inconnu                   | |
|              | Christ with the crown of thorns | 390        | Inconnu / Bernard van Orley ?                                                                               |                                                                  |                     | 1902 : Cathédrale Notre-Dame de Tournai                                               | |
|              | Christ carrying the cross | 391        | Lucas van Leyden / Hendrick Goltzius?                                                                       |                                                                  |                     | 1902 : collection Schloss, Paris; emplacement actuel inconnu                          | |
|              | Christ insulted by the soldiers | 392        | Lucas van Leyden / Hendrick Goltzius?                                                                       |                                                                  |                     | 1902 : collection Schloss, Paris; emplacement actuel inconnu                          | |
|              | Last Supper, Passion and Resurrection | 393        | Hendrick Goltzius /                                                                                         |                                                                  |                     | 1902 : collection Cardon, Brussels; emplacement actuel inconnu                        | |
|              | Christ chasing the merchants from the Temple | 394        | Quentin Massys /                                                                                            | Quentin Matsys                                                   | 1520s               | Musée royal des Beaux-Arts d'Anvers (KMSKA)                                           | [ 300 ] |
|              | Diptyque :The conversion of Saint Paul (right) and The fall of Simon the magician (left) | 395        | Jan van Rillaer /                                                                                           | Jan Rombouts I                                                   | 1520s               | Musée M                                                                               | [ 301 ] |
|              | Christ in Emmaüs | 396        | Herri met de Bles / Inconnu, mid-16th century                                                               |                                                                  |                     | 1902 : collection Helbig, Liège; emplacement actuel inconnu                           | |
|              | Adoration of the magi | 397        | Inconnu / Inconnu, Bruges, c. 1510                                                                          | Inconnu                                                          | 1500s               | Groeningemuseum                                                                       | [ 202 ] |
|              | Holy Family | 398        | Inconnu / Inconnu                                                                                           |                                                                  |                     | 1902 : collection Novak, Prague ; emplacement actuel inconnu                          | |
|              | Descent from the cross | 399        | Jan Massys /                                                                                                |                                                                  |                     | 1902 : collection Novak, Prague; emplacement actuel inconnu                           | |
|              | Vierge à l'Enfant | 400        | Inconnu / Inconnu                                                                                           |                                                                  |                     | 1902 : collection Servais, Liège ; emplacement actuel inconnu                         | |
|              | Portrait d'un jeune homme | 401        | Inconnu / Inconnu, seconde moitié du XVIe siècle                                                            |                                                                  |                     | 1902 : collection Errera, Brussels ; emplacement actuel inconnu                       | |
|              | Descent from the cross | 402        | Inconnu / Inconnu, Flandres, c. 1540                                                                        |                                                                  |                     | 1902 : collection Iweyns d'Eeckhout, Sint-Kruis-Brugge ; emplacement actuel inconnu   | [ 302 ] |
|              | Saint Jerome | 403        | Jan Massys / Inconnu                                                                                        |                                                                  |                     | 1902 : collection Van Even, Leuven; emplacement actuel inconnu                        | |
|              | Saint Barbara | 404        | Inconnu / Inconnu, Flanders, probably Bruges, c. 1500                                                       | Maître au feuillage en broderie                                  | 1500                | Musée Boijmans Van Beuningen                                                          | [ 303 ] |
|              | Sainte Catherine | 405        | Inconnu / Inconnu, Flanders, probably Bruges, c. 1500, same hand as 404, wings of same triptych?            | Maître au feuillage en broderie                                  | 1500                | Musée Boijmans Van Beuningen                                                          | [ 304 ] |
|              | La rencontre entre Esaü et Jacob | 406        | Lambert Lombard / Inconnu                                                                                   |                                                                  |                     | 1902 : collection Scheen, Vonck ; emplacement actuel inconnu                          | |
|              | Portrait d'une femme portant un vase de fleurs | 407        | Bernard van Orley /                                                                                         |                                                                  |                     | 1902 : chez Sedelmeyer, Paris ; emplacement actuel inconnu                            | |
|              | Wings of the libraries of the abbey Ter Duinen with the portraits of the abbots and the counts and countesses of Flanders | 408-413    | Inconnu / Inconnu, Bruges, daté de 1480                                                                     | Inconnu                                                          | 1480                | Bruges seminary                                                                       | [ 305 ] |
|              | L'Adoration des Mages | 414        | Ambrosius Benson /                                                                                          | Ambrosius Benson                                                 | 1530                | Collection privée                                                                     | Pas dans le catalogue |